# Sri-lankische Cricket-Nationalmannschaft
Die sri-lankische Cricket-Nationalmannschaft (singhalesisch ශ්‍රී ලංකා ජාතික ක්‍රිකට් කණ්ඩායම; Tamil இலங்கை தேசிய கிரிக்கெட் அணி), deren Spieler auch unter dem Spitznamen The Lions bekannt sind, vertritt Sri Lanka auf internationaler Ebene in der Sportart Cricket. Das Team wird von Sri Lanka Cricket (SLC) geleitet und ist seit 1981 Vollmitglied im International Cricket Council. Die Mannschaft besitzt somit Teststatus.
Sri Lanka ist die achtälteste Nationalmannschaft im Test Cricket und bestritt seinen ersten Test 1982 gegen England. Sri Lankas größte Erfolge bisher sind der Gewinn der Weltmeisterschaft 1996, der Champions Trophy 2002, der World Twenty20 2014 und sechs Titel beim Asia Cup (1986, 1997, 2004, 2008, 2014 und 2022). Vier ehemalige sri-lankische Spieler wurden in die ICC Cricket Hall of Fame aufgenommen.

## Geschichte

### Anfangsjahre
Die Briten brachten Cricket während der Kolonialzeit nach Sri Lanka, damals Ceylon genannt. Es wird angenommen, dass bereits im frühen 19. Jahrhundert Cricket in Sri Lanka gespielt wurde. Der erste bekannte Spielbericht erschien am 5. September 1832 in The Colombo Journal. Der Colombo Cricket Club wurde kurz darauf gegründet, und ab November 1832 wurden die ersten Cricket-Spiele organisiert. Gegen 1880 bildete sich die erste Cricket-Nationalmannschaft, damals unter dem Namen „Ceylon“, und ab den 1920er Jahren begann diese in First-Class-Matches zu spielen.
Im Oktober 1882, auf ihrem Weg nach Australien, um „The Ashes zurückzuholen“, spielte Ivo Blighs englische Mannschaft ein Spiel in Colombo. 1888/89 tourte eine englische Mannschaft, angeführt von George Vernon, nach Ceylon und Indien und spielte ein Elf-Mann-pro-Mannschaft-Spiel gegen eine „All-Ceylon“-Mannschaft in Kandy. 1890 spielte die australische Mannschaft auf ihren Weg nach England in Colombo. Der Marylebone Cricket Club (MCC) besuchte Ceylon seit 1911/12 23 Mal, zuletzt 2000/01. Bis 1911 hatten bereits fünf englische Mannschaften Ceylon besucht. Die jeweiligen Kapitäne waren Ivo Bligh (1882/83), George Vernon (1889/90), W. G. Grace (1891/92), Lord Hawke (1892/93) und Andrew Stoddart (1894/95). Die Bligh-, Grace- und Stoddart-Mannschaften waren auf dem Weg nach Australien, während die Vernon- und Hawke-Mannschaften auf ihren Indientouren Ceylon besuchten.

### Vor der Vollmitgliedschaft
Das erste First-Class-Match gegen den MCC fand im Jahr 1927 im Nomads Ground, Victoria Park, Colombo statt und ging mit einem Innings verloren. Der erste Sieg der Mannschaft folgte 1933 gegen Patiala im Dhruve Pandove Stadium. First-Class Cricket wurde ursprünglich in Ceylon nur gespielt, wenn tourende Mannschaften die Insel besuchten. Dies war vor allem der Fall, wenn Australien und England auf ihren gegenseitigen Touren einen Zwischenstopp während ihrer langen Reisen einlegten. Douglas Jardines berüchtigte Bodyline-Mannschaft besuchte die Insel auf ihrer Australientour 1932/33. Ab und an spielten repräsentierende Mannschaften aus Ceylon auch Spiele in Übersee, vor allem in Indien. Sir Julien Cahns Mannschaft besuchte Ceylon 1936/37. Im April 1945 besuchte Indien die Insel und spielte ein First-Class-Match gegen Ceylon im Paikiasothy Saravanamuttu Stadium in Colombo. Das Spiel endete aufgrund des schlechten Wetters in einem Remis. Die indische Mannschaft trat unter ihrem Kapitän Vijay Merchant in voller Stärke an und führte mehrere bekannte Spieler mit sich. Danach legten mehrere australische Mannschaften auf ihrem Weg nach England und zurück einen Zwischenhalt für Spiele in Ceylon ein. Im Nachgang des Zweiten Weltkrieges tourte eine Mannschaft der australischen Streitkräfte 1945/46 nach Ceylon und Indien, bei der Keith Ross Miller ein Century in Colombo erzielte. Miller kehrte 1948 mit der australischen Mannschaft auf dem Weg nach England zurück und bestritt ein Match in Colombo.
Im Februar 1949 besuchten die West Indies erstmals Ceylon und spielten zwei First-Class-Matches. Die West Indies gewannen das erste Spiel im Paikiasothy Saravanamuttu Stadium in Colombo mit einem Innings und 22 Runs, nachdem sie 462/2 mit Centuries von Allan Rae, Everton Weekes und Clyde Walcott erzielt hatten. Prior Jones erzielte in dem Spiel zehn Wickets. Das zweite Spiel in demselben Stadion endete unentschieden, und Rae erzielte ein weiteres Century für die West Indies. Im August 1949 besuchte Pakistan Ceylon für zwei First-Class-Matches. Beide Spiele fanden im Paikiasothy Saravanamuttu Stadium in Colombo statt. Pakistan, angeführt von Mohammad Saeed, gewann das erste Spiel mit einem Innings und 192 Runs, wozu Saeed 93 Runs beisteuerte. Der pakistanische Bowler Fazal Mahmood erzielte 4/15 und Ceylon wurde für nur 95 Runs im zweiten Innings ausgebowlt. Pakistan gewann das zweite Spiel mit zehn Wickets, trotz des guten Battings seitens Ceylons in ihrem ersten Innings.
Von 1953/54 bis 1975/76 organisierte die Ceylon Cricket Association First-Class-Matches gegen Madras (später in Tamil Nadu umbenannt) um die M. J. Gopalan Trophy. Diese Trophäe wurde etwa alle zwei Jahre in Colombo, abwechselnd mit dem Spiel in Madras, mit einem zusätzlichen Spiel 1982/83, ausgespielt. Im November 1956 besuchte Indien, angeführt von Polly Umrigar, Ceylon für zwei First-Class-Matches im Paikiasothy Saravanamuttu Stadium in Colombo. Beide Spiele endeten in einem Remis. Nach dem Antrag auf Vollmitgliedschaft erhielt Ceylon zwischen 1965 und 1981 von der International Cricket Conference (heute International Cricket Council, ICC) den Status eines Associate Members verliehen. 1964/65 besiegte Ceylon eine pakistanische A-Mannschaft daheim und eine indische Mannschaft in voller Stärke in Indien. Im Januar 1967 besuchten die West Indies Ceylon für ein First-Class-Match im Paikiasothy Saravanamuttu Stadium in Colombo. Das Spiel endete in einem Remis. Die West Indies wurden von Gary Sobers angeführt, der 115 Runs für seine Mannschaft in seinem einzigen Innings erzielte. Basil Butcher und Clive Lloyd erzielten weitere Centuries.
1968 plante Ceylon zur Verbesserung seiner Chancen auf Test-Status die Durchführung einer Englandtour. Zwischen Juni und August wurden 19 Spiele arrangiert, einschließlich eines Spiels im Lord’s Cricket Ground gegen den MCC, neun First-Class-Matches gegen County Teams, und fünf andere First-Class-Matches. Das Board of Control for Cricket in Ceylon hatte jedoch Schwierigkeiten damit, Geld für die Tour aufzubringen und so mussten private Spenden eingesammelt werden. Außerdem zögerte die Regierung, die notwendigen Devisen freizugeben, da sie Schwierigkeiten hatte, sich wichtige Importe leisten zu können. Ein zusätzliches Hindernis war die Zusammenstellung der Mannschaft im April 1968. Chandra Schaffter, einer der vier Selektoren, trat zurück, nachdem er gemeint hatte, dass sich die anderen Selektoren Herbert Fernando und Dhansiri Weerasingh gegenseitig in die Mannschaft wählen würden, darunter einer als Kapitän. Der daraus resultierende Aufruhr führte im Mai zur Absage der Tour, nur Tage vor dem geplanten Aufbruch nach England.
1969/70 besuchte wieder eine australische Mannschaft die Insel. Sie bestritt ein First-Class-Match gegen Ceylon, bevor sie für eine Testserie von fünf Spielen nach Indien aufbrach. Im November 1972 besuchte Pakistan Sri Lanka (das im selben Jahr von Ceylon in Sri Lanka umbenannt wurde) und bestritt ein First-Class-Match im Paikiasothy Saravanamuttu Stadium in Colombo. Das Spiel endete im Remis, nachdem Regen das Spiel beeinflusst hatte. Pakistan, angeführt von Intikhab Alam, erzielte in seinen Innings 262/8 und 48/3. Sri Lanka antwortete jeweils mit 133 und 120/3. Im Januar und Februar 1974 besuchte Indien Sri Lanka. Die Inder bestritten zwei First-Class-Matches, zwei ODIs gegen Sri Lanka und zwei zusätzliche First-Class-Matches gegen die Sri Lanka Board President’s XI. Indien besiegte Sri Lanka auf dem Sinhalese Sports Club Ground mit sechs Wickets, die anderen drei First-Class-Matches wurden jedoch vom Wetter beeinflusst und endeten in Remis. Im Februar 1975 besuchten die West Indies Sri Lanka im Rahmen einer größeren Tour nach Indien und Pakistan. Angeführt von Clive Lloyd bestritten sie zwei First-Class-Matches gegen Sri Lanka, die beide in Remis endeten, und ein ODI, das die West Indies mit acht Wickets gewannen.
Sri Lanka bestritt sein erstes One-Day-Match während der Weltmeisterschaft 1975 in England und verlor gegen den späteren Weltmeister West Indies im Old Trafford Cricket Ground, Manchester, mit neun Wickets. Nachdem es auch in den anderen beiden Vorrundenspielen gegen Australien und Pakistan unterlegen war, schied das Team in der Vorrunde aus. Wenige Tage nach der Weltmeisterschaft folgte am 30. Juni 1975 die Gründung des Verbandes Board of Cricket for Sri Lanka (BCCSL).
Im Januar 1976 besuchte Pakistan Sri Lanka für drei First-Class-Matches und zwei ODIs. Die Gastgeber gewannen das erste First-Class-Match im Colombo Cricket Club Ground überraschend mit vier Wickets, Pakistan gewann das zweite im selben Stadion mit demselben Ergebnis. Zwischendurch bestritt Pakistan ein Spiel gegen die Sri Lanka Board President’s XI im Asgiriya Stadium in Kandy und gewann dies mit sieben Wickets. 1977/78 besuchte D. H. Robins englische Mannschaft Sri Lanka. Die von Mike Denness angeführte Mannschaft bestand aus mehreren bekannten Spielern. Beide First-Class-Matches endeten in einem Remis, während die Gäste das ODI gewannen. Pakistan, angeführt von Majid Khan, besuchte Sri Lanka im April 1979 für ein ODI. Das Spiel im Paikiasothy Saravanamuttu Stadium gewannen die Pakistaner mit 55 Runs, nachdem sie 164/8 in ihren 40 Over erzielt hatten. Sri Lanka dagegen gelang es lediglich 109/8 zu erzielen. Die West Indies besuchten Sri Lanka im Februar 1979. Das First-Class-Match gegen Sri Lanka im Paikiasothy Saravanamuttu Stadium in Colombo endete unentschieden. Davor spielten die West Indies in einem Aufwärmspiel gegen die Sri Lanka Board President’s XI im Colombo Cricket Club Ground ebenfalls unentschieden. Die West Indies bestritten auch drei ODIs gegen Sri Lanka.
Da Sri Lanka keinen Teststatus besaß, musste es sich für die nächste Weltmeisterschaft qualifizieren, was mit dem Gewinn der ICC Trophy 1979 gelang. Bei der folgenden Endrunde in England schied die Mannschaft erneut in der Vorrunde aus, jedoch gelang ihr ein Überraschungssieg von 47 Runs gegen die Testnation Indien. Nicht zuletzt deshalb entschied der Weltverband 1981, Sri Lanka die Vollmitgliedschaft und damit Teststatus zuzubilligen. Kurz vorher besuchte die australische Mannschaft auf ihrem Weg nach England Sri Lanka und bestritt ein Spiel in Colombo.

### Die junge Testnation
Ab 21. Juli 1981 war Sri Lanka Vollmitglied des ICC und erhielt somit als achte Nation Teststatus. Das erste Testmatch fand im Februar 1982 gegen England im Paikiasothy Saravanamuttu Stadium in Colombo statt. Bandula Warnapura war der Kapitän Sri Lankas in dem Spiel, das mit sieben Wickets verloren ging. Nachdem die nächsten vier Testmatches im selben Jahr ebenfalls in Niederlagen geendet hatten, setzte sich ein Teil der Mannschaft zu einer Rebellentour nach Südafrika ab. Das südafrikanische Team war aufgrund der Apartheid-Politik international gesperrt, weshalb diese Tour für einen Skandal sorgte. Alle beteiligten Spieler des Arosa Sri Lanka genannten Teams, darunter der erste Testkapitän Sri Lankas, Bandula Warnapura, wurden von jeglichem Cricket ausgeschlossen und ihre Karriere war somit beendet. Dies machte es zunächst schwer für die Mannschaft, Erfolge zu erringen. Bei der Weltmeisterschaft 1983 in England schied Sri Lanka nach nur einem Sieg in der Vorrunde aus.
Simbabwe besuchte im Dezember 1983 Sri Lanka. Zu dem Zeitpunkt besaß zwar Sri Lanka Teststatus, aber nicht Simbabwe. Die simbabwische Mannschaft bestritt zwei First-Class-Matches gegen die Sri Lanka Board President’s XI im Tyronne Fernando und eine Mannschaft Sri Lankas im Paikiasothy Saravanamuttu Stadium. Beide Spiele endeten in einem Remis. Simbabwe trat auch in drei ODIs gegen Sri Lanka an. Die englische Mannschaft legte auf ihrer Indientour 1984/85 einen Zwischenstopp in Sri Lanka ein. Der Aufenthalt war ursprünglich nicht Teil der Tour und wurde nach dem Mord an Indira Gandhi spontan eingelegt. In derselben Saison besuchte Neuseeland Sri Lanka für zwei ODIs. Sri Lanka gewann das erste Spiel mit vier Wickets und Neuseeland das zweite mit sieben Wickets.

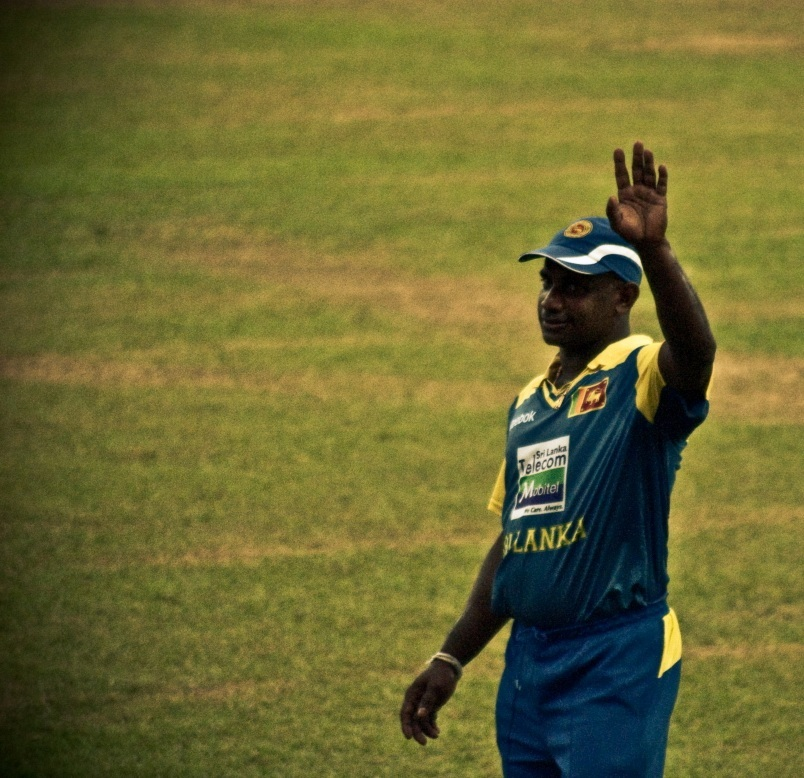
Sanath Jayasuriya, genannt „Master Blaster“, erlangte aufgrund seiner durchschlagenden Auftritte von hoher Qualität in ODIs in den 1990er Jahren Bekanntheit. Zwischen 1990 und 2002 war er auch Sri Lankas Mannschaftskapitän und führte seine Mannschaft unter anderen beim Sieg der Weltmeisterschaft 1996 gegen Indien an

Sri Lanka erzielte am 6. September 1985 seinen ersten Testsieg, als es unter Kapitän Duleep Mendis Indien im zweiten Spiel der Testserie mit 149 Runs im Paikiasothy Saravanamuttu Stadium in Colombo bezwang. Nachdem der erste und dritte Test in Remis geendet hatten, gewann Sri Lanka schließlich erstmals eine Testserie mit 1–0. Ein Jahr später gewann es als Gastgeber erstmals den Asia Cup. Bei der Weltmeisterschaft 1987 in Indien und Pakistan schied Sri Lanka nach sechs Niederlagen in der Vorrunde aus. Bei der Weltmeisterschaft 1992 in Australien und Neuseeland schied Sri Lanka nach nur zwei Siegen in der Vorrunde, in der alle neun teilnehmenden Mannschaften gegeneinander antraten, aus. Im Dezember desselben Jahres sollte Sri Lanka jedoch seinen zweiten Testsieg erringen, als es gegen Neuseeland gewann. Sri Lanka gewann die Testserie von zwei Spielen schließlich mit 1–0. Darauf folgte ein Sieg mit einem Wicket gegen England im einzigen Test der englischen Tour; es war dies der erste Sieg Sri Lankas gegen diese Mannschaft. Zwei Jahre später, am 15. März 1995, führte der Kapitän Arjuna Ranatunga Sri Lanka zum ersten Test-Match-Sieg in Neuseeland, nachdem es die Black Caps mit 241 Runs McLean Park in Napier besiegt hatte. Mit diesem Sieg gewann Sri Lanka mit 1–0 seine erste Testserie auswärts. Die darauf folgende Testserie fand ebenfalls auswärts, in Pakistan, statt und führte ebenso zu einem Erfolg für Sri Lanka, diesmal mit 2–1.

### Erster internationaler Titelgewinn

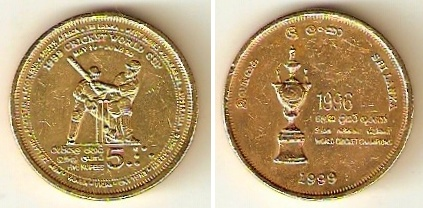
Gedenkmünze zu fünf Rupien anlässlich des Sieges Sri Lankas bei der Weltmeisterschaft 1996

Indien, Pakistan und Sri Lanka trugen den Cricket World Cup 1996 gemeinsam aus. Sri Lanka wurde vom Kapitän Arjuna Ranatunga angeführt und bestritt seine Gruppenspiele in Gruppe A gegen Australien, die West Indies, Indien, Simbabwe und Kenia. Sowohl Australien als auch die West Indies weigerten sich, zu ihren Spielen in Sri Lanka anzutreten und führten Sicherheitsbedenken an (damals befand sich Sri Lanka im Bürgerkrieg zwischen der Zentralregierung und den separatistischen Liberation Tigers of Tamil Eelam), wodurch beide Spiele zugunsten Sri Lankas gewertet wurden. Sri Lanka gewann gegen Simbabwe mit sechs Wickets, wozu Aravinda de Silva 91 Runs beitrug, damals die höchste Run-Zahl für einen sri-lankischen Spieler bei einer Weltmeisterschaft und zu dem Zeitpunkt die höchste eines Spielers im Sinhalese Sports Club Ground. Im darauf folgenden Spiel überraschte Sanath Jayasuriya die indischen Bowler und Sri Lanka gewann mit sechs Wickets. Im letzten Gruppenspiel erzielte Sri Lanka gegen Kenia mit 398/5 das damals höchste Ergebnis einer Mannschaft, wozu Aravinda 145 Runs beisteuerte. Dies war das höchste Ergebnis eines sri-lankischen Spielers bei einer Weltmeisterschaft. Im Viertelfinale gegen England erzielte Sanath 82 zügige Runs aus nur 44 Bällen. Sri Lanka gewann das Spiel mit fünf Wickets und erreichte erstmals das Halbfinale. Im Eden Gardens in Kalkutta traf Sri Lanka wieder auf Indien. Als der Gegner am Rande einer Niederlage stand, verhielten sich die indischen Fans aggressiv. Sie warfen Flaschen und andere Gegenstände auf das Spielfeld, wodurch das Spiel nicht fortgesetzt werden konnte. Die Umpires berieten sich mit beiden Mannschaften und beschlossen, das Spiel zugunsten Sri Lankas zu werten. Sri Lanka erreichte damit erstmals das Finale. Es traf im Gaddafi Stadium in Lahore auf Australien unter deren Kapitän Mark Taylor. Sri Lanka erlebte seinen wohl größten Cricketmoment, als es der Mannschaft gelang, das Spiel gegen den Favoriten zu gewinnen, nicht zuletzt dank der herausragenden Leistung von Aravinda de Silva. Sri Lanka verlor seine Opening Batter Sanath Jayasuriya und Romesh Kaluwitharana früh. Asanka Gurusinha und De Silva gelang es jedoch, sich zu etablieren. Gurusinha verlor sein Wicket nach 57 Runs und anschließend begann die entscheidende Partnerschaft zwischen De Silva und dem Kapitän Ranatunga. Sri Lanka benötigte noch 51 Runs in den letzten zehn Over. De Silvas Century war das dritte in einem Finale, nach Clive Lloyd 1975 und Viv Richards 1979. Dies war das erste Mal, dass eine Mannschaft das Finale gewann, nachdem sie als Feldmannschaft begonnen hatte und Sri Lanka war auch die erste Mannschaft, die eine Weltmeisterschaft auf dem eigenen Kontinent für sich entschied. Ein Jahr später gelang beim Asia Cup 1997 ein weiterer Heimerfolg.
Beim Cricket World Cup 1999 in England, Schottland, Irland, den Niederlanden und Wales traf der Titelverteidiger in Gruppe A auf Südafrika, Indien, Simbabwe, England und Kenia. Im ersten Gruppenspiel gegen England wurde man für 204 Runs in 48.2 Over ausgebowlt. Die harte Pitch ließ Bälle hoch abprallen, was den Spielern vom Subkontinent Kopfzerbrechen bereitete. England gewann das Spiel komfortabel mit acht Wickets. Im zweiten Gruppenspiel gegen Südafrika tat es sich ebenso schwer. Sri Lanka hatte eine Vorgabe von 199 Runs, konnte jedoch nur 110 Runs erzielen; Mahanama war der beste Batter mit 36 Runs. Gegen Simbabwe gewann es schließlich ein Spiel (mit vier Wickets). Im darauf folgenden Spiel erzielte Gegner Indien 373/6, darunter Sourav Ganguly mit herausragenden 183 Runs aus 158 Bällen. Sri Lanka dagegen erzielte nur 216/10 und Indien gewann mit 157 Runs. Mit diesem Ergebnis schied Sri Lanka aus dem Turnier aus. Im Vergleich zur vorhergehenden Weltmeisterschaft verlief dieses Turnier enttäuschend. Im letzten Gruppenspiel des Turniers gewann es gegen Kenia mit 45 Runs.
Am 11. September 1999 führte Sanath Jayasuriya Sri Lanka zum ersten Testsieg gegen Australien, als es mit sechs Wickets im Asgiriya Stadium in Kandy gewann. Nachdem die anderen beiden Tests in Remis geendet waren, gewann es die Testserie schließlich mit 1–0.

### Beginn des neuen Millenniums

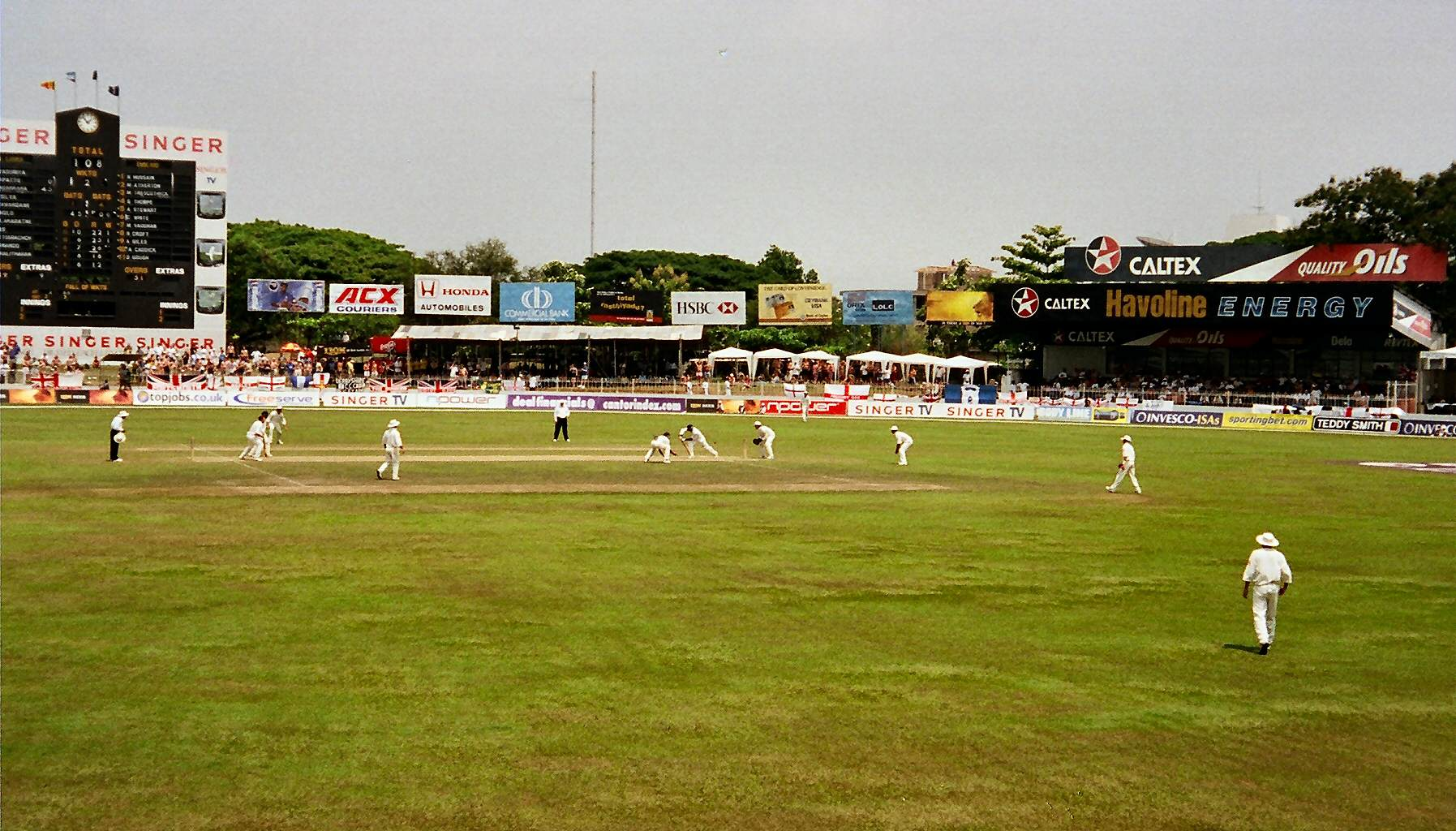
Test Match zwischen Sri Lanka und England in Colombo, 2001

Am 14. Juni 2000 bestritt Sri Lanka sein 100. Test Match gegen Pakistan. Das Spiel fand im SSC, Colombo, unter dem Kapitän Sanath Jayasuriya statt. Pakistan gewann das Spiel mit fünf Wickets. Die Testserie ging schließlich mit 0–2 verloren, nachdem Pakistan auch das zweite Test Match gewonnen hatte und das dritte in einem Remis endete.
Sri Lanka gewann die Asian Test Championship 2001/02, nachdem es Pakistan im Finale mit einem Innings und 175 Runs besiegt hatte. Bei der Champions Trophy 2002 teilte sich die Mannschaft den Sieg mit Indien, als das Finale auf Grund von Regenfällen zwei Mal angesetzt, aber nicht vollständig ausgetragen werden konnte.

### Zeit guter Turnierverläufe

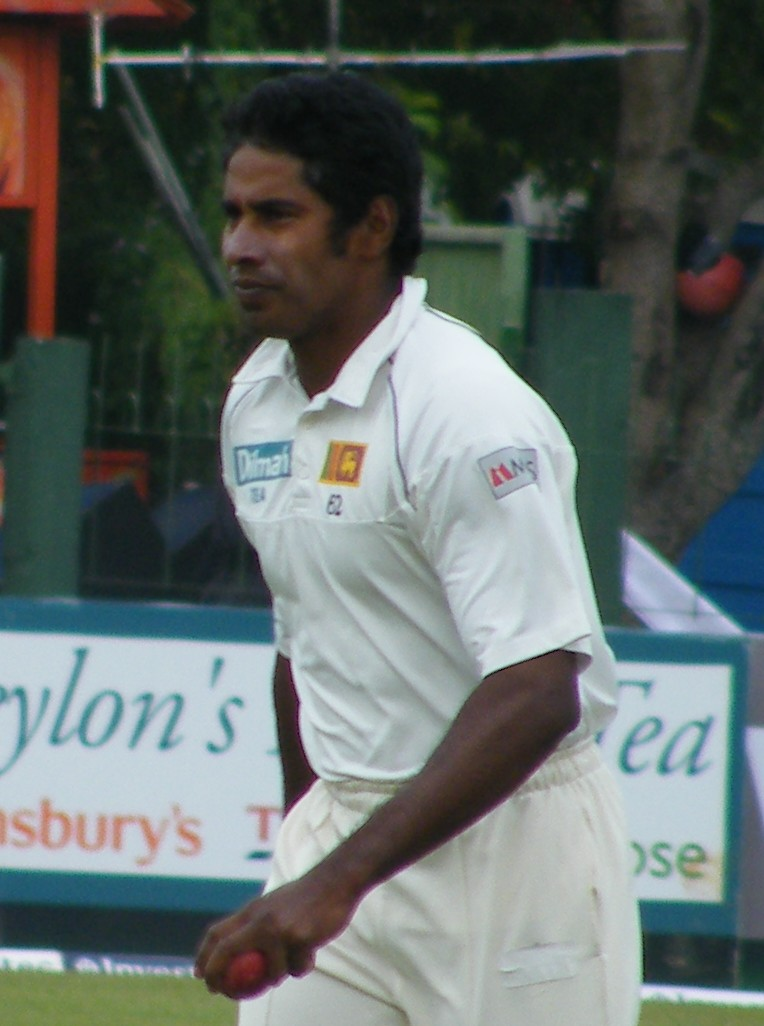
Chaminda Vaas erzielte im Gruppenspiel gegen Bangladesch mit den ersten drei Bällen einen Hattrick

Beim Cricket World Cup 2003, der in Südafrika, Simbabwe und Kenia stattfand, war Sanath Jayasuriya der Kapitän Sri Lankas. Das Team traf in Gruppe B auf Südafrika, Neuseeland, die West Indies, Bangladesch, Kanada und Kenia. Das erste Gruppenspiel gegen Neuseeland gewann Sri Lanka mit 47 Runs. Im zweiten Spiel gegen Bangladesch wurde Chaminda Vaas der erste Bowler, der einen Hattrick mit den ersten drei Bällen des Spiels erzielte und die ersten drei Wickets nahm. Mit dieser Leistung avancierte Vaas zum dritten von nur vier Spielern, dem zwei Hattricks gelangen. Bangladesch kam auf ein Ergebnis von nur 124/10. Sri Lankas Opening Batter erreichten die Vorgabe ohne den Verlust eines Wickets. Im darauf folgenden Spiel gegen Kanada, erzielte Sri Lanka wieder einen Weltrekord, nachdem Kanada mit 36 Runs das niedrigste Ergebnis bei einer Weltmeisterschaft und im ODI-Cricket erzielt hatte. Sri Lanka gewann das Spiel komfortabel mit neun Wickets. Anschließend verlor das Team jedoch erstmals gegen den „Außenseiter“ Kenia. Das Spiel fand im Gymkhana Club Ground in Nairobi statt, Kenia begann am Schlag und erzielte 201 Runs, während Sri Lanka nach 45 Over für nur 157 Runs ausgebowlt wurde. Damit verlor Sri Lanka erstmals gegen ein Associate Member. Gegen die West Indies fand Sri Lanka wieder zurück ins Turnier und gewann mit sechs Runs. Im letzten Gruppenspiel gegen Südafrika begann Sri Lanka als Schlagmannschaft und erzielte 268/9. Südafrika war bei 229/6, als Regen das Spiel unterbrach. Nach der Duckworth-Lewis Method wurde das Spiel als unentschieden gewertet. Sri Lanka beendete Gruppe B als Tabellenerster und erreichte die Super 6. In diesem erlitt Sri Lanka hohe Niederlagen gegen Australien und Indien, lediglich gegen Simbabwe gelang ein Sieg. Dies brachte Sri Lanka den vierten Tabellenplatz ein, nachdem sich Kenia erstmals für ein Halbfinale qualifizieren konnte. Sri Lanka traf im Halbfinale wieder auf Australien. Auf einer schwierigen, langsamen Pitch in Port Elizabeth tat sich Australien schwer, 212 Runs zu erreichen und Sri Lankas Bowling zu überstehen. Als es im 39. Over zu regnen begann, beschränkte Australiens Bowling Sri Lanka auf 123 Runs, weit unter der zu erreichenden Vorgabe nach der Duckworth-Lewis Method. Das Spiel sorgte für einen denkwürdigen Moment, als Adam Gilchrist die Pitch verließ, ohne jedoch sein Wicket verloren zu haben. Beim Asia Cup 2004 gelang dem Gastgeber ein weiterer Titelerfolg.

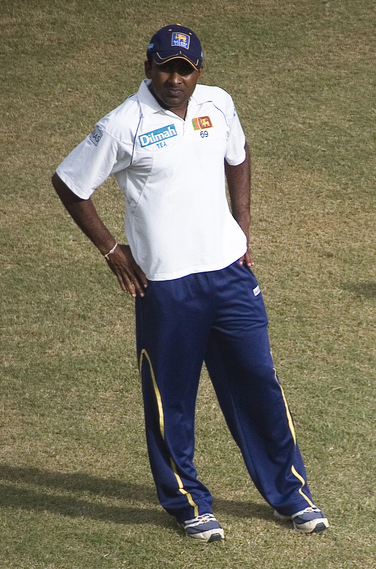
Mahela Jayawardene war zwischen 2005 und 2012 Sri Lankas Kapitän

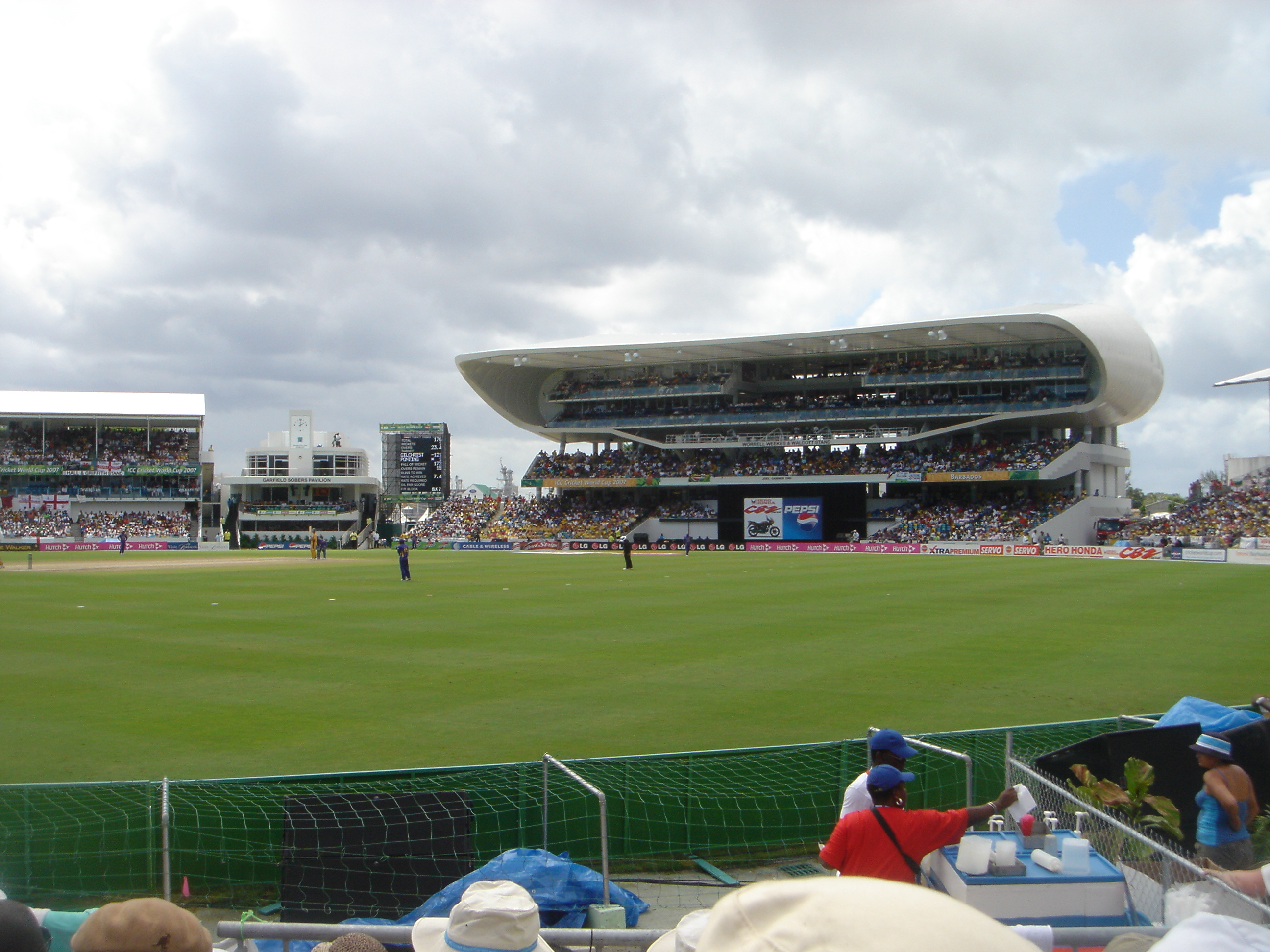
Finale der Weltmeisterschaft 2007 im Kensington Oval in Barbados zwischen Australien und Sri Lanka

Der Cricket World Cup 2007 fand in den West Indies statt. Unter Mahela Jayawardena traf Sri Lanka in Gruppe B auf Indien, Bangladesch und Bermuda. Bermudas Debüt bei einer Weltmeisterschaft endete in der höchsten Niederlage, 40 Runs weniger als in Schottlands Niederlage gegen Australien einen Tag zuvor. Sri Lanka gewann das Spiel mit 243 Runs. Gegner im darauf folgenden war Bangladesch, das mit 198 bezwungen werden konnte. Dies entsprach Bangladeschs dritthöchster Niederlage und der höchsten seit der Niederlage mit 200 Runs gegen Indien vier Jahre zuvor. Es war nur dem Regen in Bangladeschs Innings und der fortwährend angepassten Vorgabe geschuldet, dass die Niederlage nicht noch höher ausfiel. Bangladesch wurde für 112 Runs ausgebowlt, und beinahe alle Bowler Sri Lankas erzielten Wickets. Im letzten Gruppenspiel traf die Mannschaft auf Indien. Sri Lanka erreichte die zweite Runde ungeschlagen, nachdem es Indien für 185 Runs ausgebowlt hatte. In der Super 8 hielt Sri Lanka gut mit und es verlor nur die Spiele gegen Südafrika und Australien. Lasith Malinga wurde im Spiel gegen Südafrika der erste Bowler im internationalen Cricket, dem vier Wickets in vier aufeinanderfolgenden Bällen gelangen. Im darauf folgenden Spiel fügte die Mannschaft dem Gastgeber die dritte Niederlage innerhalb von vier Tagen zu. Gegen England gewann sie knapp mit zwei Runs. Mit dem Spiel wurde Jayasuriya der meist eingesetzte Spieler in ODIs und übertraf den Rekord von Sachin Tendulkar. Sri Lanka gewann zwei der drei verbleibenden Spiele – gegen Neuseeland und Irland. Trotz der Niederlage gegen Australien erreichte das Team das Halbfinale. In diesem traf Sri Lanka wieder auf Neuseeland und erzielte 289/7, dank eines Century von Kapitän Jayawardena. Sri Lanka stand zum zweiten Mal im Finale einer Weltmeisterschaft und traf wie 1996 auf Australien. Das Spiel begann wegen Regens verspätet und wurde anschließend auf 38 Over verkürzt. Gilchrist spielte in einem herausragenden Innings von 149 – die höchste Run-Zahl eines Batter in einem Finale – was Australien ein herausragendes Ergebnis zur Pause bescherte. Für Kritik sorgte, das Gilchrist einen Squashball in seinem Handschuh verwendete. Nach erneutem Regen wurde Sri Lankas Innings auf 36 Over verringert, wodurch sich die Vorgabe auf 269 änderte. Am Ende des 33. Over, als Sri Lanka noch 37 Runs benötigte, setzten die Umpires das Spiel wegen schlechten Lichtverhältnissen aus. Während die australischen Spieler bereits ihren vermeintlichen Sieg feierten (da die Minimalvorgabe von 20 Over absolviert worden war), kündigten die Umpires fälschlicherweise an, dass die letzten drei Overs am nächsten Tag gebowlt werden müssten, da das Spiel wegen schlechten Lichtverhältnissen und nicht wegen Regens unterbrochen worden wei. Da Sri Lanka 61 Runs aus 18 Bälle erzielen musste, sah Jayawardene keine Notwendigkeit, das Spiel am folgenden Tag fortzusetzen, und wies seine Mannschaft an, das Batting wieder aufzunehmen. Die Umpires entschuldigten sich später für ihren Irrtum: das Spiel hätte mit den Sieg Australiens von 37 Runs enden müssen. Die letzten drei Over wurden in fast völliger Dunkelheit gespielt, und Sri Lanka konnte nur neun Runs beisteuern, was Australien nach der D-L Methode einen Sieg von 53 Runs bescherte, da Sri Lanka zwei Over weniger absolviert hatte.
Sri Lanka bestritt sein erstes internationales T20I-Match am 15. Juni 2006 im Rose Bowl in England und gewann mit zwei Runs. Die Einführung des Twenty20-Crickets brachte auch ein neues Turnierformat mit sich. Bei der ersten World Twenty20 2007 in Südafrika traf Sri Lanka in der Gruppenphase auf Kenia und Neuseeland. Im ersten Spiel stellte es einen neuen Weltrekord auf, als Sri Lanka sein Innings mit 260/6 beendete, damals das höchste T20I-Ergebnis im internationalen Cricket. Sri Lanka gewann das Spiel schließlich mit 172 Runs, der höchste Sieg in einem T20I-Match. Das Ergebnis beinhaltete 30 Vierer, bis heute die höchste Anzahl in einem T20I; 186 Runs kamen durch Vierer und Sechser zustande, die meisten in einem T20I. Im folgenden Spiel gegen die neuseeländischen Black Caps erzielte es 164/7 und Sri Lanka gewann das Spiel mit sieben Wickets. Im ersten Spiel der darauf folgenden Hauptrunde verlor Sri Lanka gegen Pakistan mit 33 Runs. Daraufhin gewann das Team gegen Bangladesch mit 64 Runs. Im entscheidenden Spiel gegen Australien unterlag es jedoch mit zehn Wickets und schied aus dem Turnier aus. Ein Jahr später gewann es den Asia Cup in Pakistan.

### Angriff auf die Mannschaft in Lahore 2009
Am 3. März 2009 wurde Sri Lankas Mannschaftskonvoi in Lahore, Pakistan, von Bewaffneten angegriffen. Bei dem Angriff kamen sechs Polizisten und zwei Zivilisten ums Leben. Sieben Cricketspieler und ein Mitglied des Trainerstabes erlitten Verletzungen. Das Team war auf dem Weg zum Gaddafi Stadium gewesen, wo der dritte Tag des zweiten Tests gegen Pakistan stattfinden sollte. Nach dem Angriff brach der Sri Lanka Cricket Board das Spiel ab. Der Verband hatte zuvor eingewilligt, nach Pakistan zu touren, nachdem Indien wegen Sicherheitsbedenken abgesagt hatte. Samaraweera und Paranavitana wurden in ein Krankenhaus eingeliefert. Die anderen Spieler kamen mit leichten Verletzungen und Splitterwunden davon. Samaraweera erlitt Splitterwunden an seinem Schenkel und Paranavitana an seiner Brust. Trainer Trevor Bayliss und Co-Trainer Paul Farbrace wurden ebenfalls leicht verletzt. Eine Folge des Angriffes war die Neuvergabe der bei der Weltmeisterschaft 2011 in Pakistan angesetzten Spiele an die anderen Gastgeber Bangladesch, Indien und Sri Lanka.

### Weitere gute Turnierverläufe

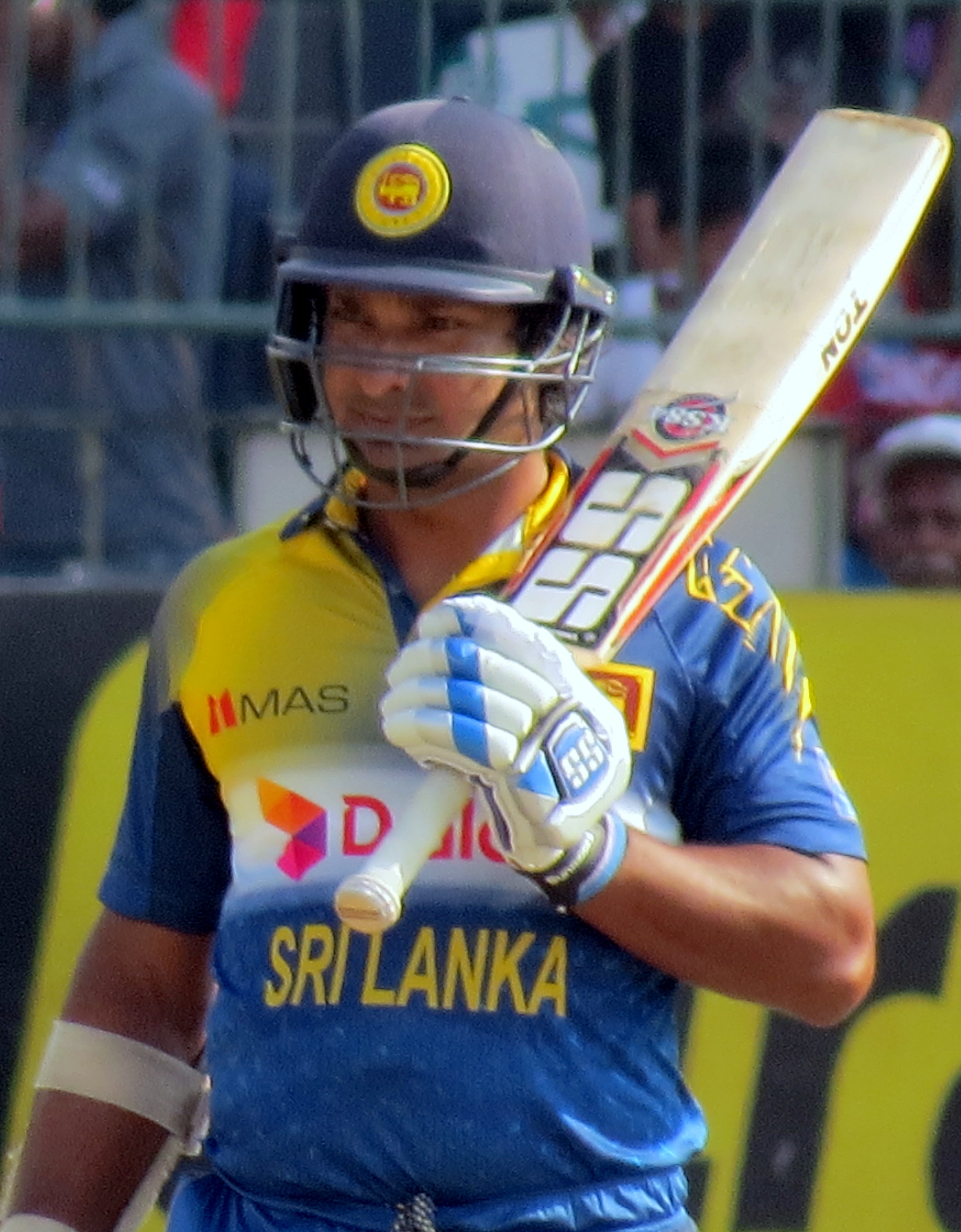
Kumar Sangakkara war zwischen 2009 und 2011 Sri Lankas Kapitän

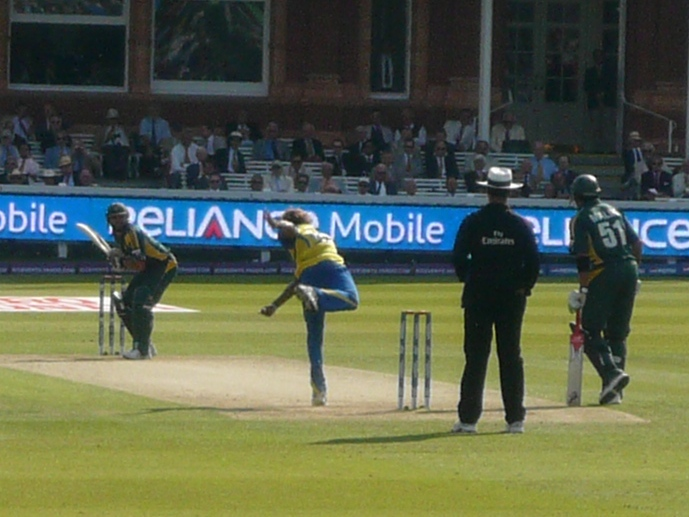
Shahid Afridi erwartet einen Ball von Lasith Malinga im Finale der ICC World Twenty20 2009

Bei der zweiten World Twenty20 2009 traf das Team in der Vorrunde auf Australien und die West Indies. Das erste Spiel gewann Sri Lanka mit sechs Wickets, wodurch Australien erstmals in der Gruppenphase eines wichtigen Turnieres ausschied. Im darauf folgenden Gruppenspiel gewann es gegen die West Indies mit 15 Runs. In der Hauptrunde gewann Sri Lanka alle drei Spiele gegen Pakistan (mit 19 Runs), Irland (mit neun Runs) und Neuseeland (mit 48 Runs). Im Halbfinale konnten die West Indies mit 57 Runs bezwungen werden. Im Finale im Lord’s Cricket Ground unterlag es gegen Pakistan mit acht Wickets.
Obwohl die World Twenty20 seit 2007 im Zweijahresrhythmus angesetzt war, wurde das geplante ODI-Turnier der ICC Champions Trophy, das 2010 in den West Indies stattfinden sollte, in ein Twenty20-Format abgeändert, da die Champions Trophy 2008 in Pakistan wegen Sicherheitsbedenken verschoben worden war und demzufolge der internationale Cricketkalender angepasst werden musste. Die World Twenty20 2010 fand daher nur zehn Monate nach dem vorhergehenden Turnier statt. In den West Indies traf Sri Lanka in der Vorrunde auf Neuseeland und Simbabwe, wobei es im ersten Spiel mit zwei Wickets unterlag. Im Spiel gegen Simbabwe erzielte Mahela sein erstes T20I-Century und das erste eines Sri-Lankers. Er war damit der vierte Cricketspieler, dem dies in T20Is gelungen war und der dritte während einer World Twenty20. Im simbabwischen Innings unterbrach Regen das Spiel und Sri Lanka gewann nach der D/L-Methode mit 14 Runs. Im ersten Spiel der Hauptrunde gewann es gegen die West Indies mit 57 Runs. Darauf folgte eine Niederlage gegen Australien mit 81 Runs. Gegen Indien gewann das Team mit fünf Wickets. Damit erreichte Sri Lanka sein zweites T20I-Halbfinale hintereinander, scheiterte jedoch an England mit sieben Wickets.

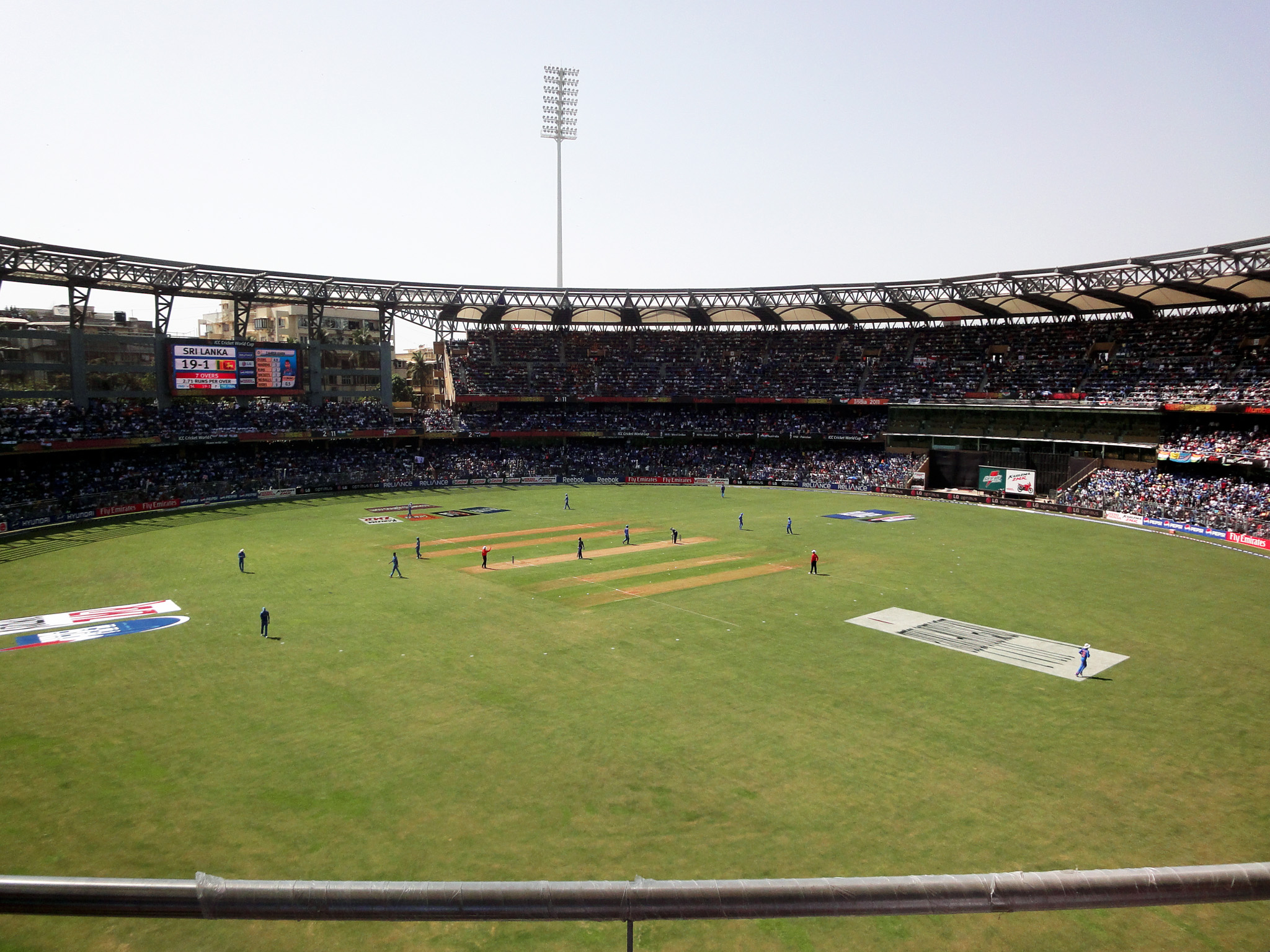
Das Wankhede Stadium in Mumbai während des Finales zwischen Indien und Sri Lanka; der Gastgeber gewann mit sechs Wickets

Indien, Bangladesch und Sri Lanka waren zusammen Gastgeber des Cricket World Cup 2011. In der Vorrunde traf Sri Lanka auf Kanada, Pakistan, Kenia, Australien, Simbabwe und Neuseeland. Das erste Spiel gewann es mit 210 Runs. Im darauf folgenden Spiel bescherte Pakistan Sri Lanka die erste Heimniederlage bei einer Weltmeisterschaft (mit elf Runs). Gegen Kenia erzielte Malinga einen Hattrick, den zweiten seiner Laufbahn. Er war damit der erste Bowler, dem zwei Hattricks bei Weltmeisterschaften gelangen, und der vierte Bowler mit zwei ODI-Hattricks. Das Spiel entschied die Mannschaft mit neun Wickets für sich. Sri Lankas Spiel gegen Australien wurde aufgrund starker Regenfälle abgebrochen. Gegen Simbabwe stellten Tharanga und Dilshan einen neuen Rekord bei Weltmeisterschaften für die Opening-Partnerschaft auf und erzielten 282 Runs. Dies war auch das erste Mal, dass beide Opening Batter jeweils ein Century erzielten. Mit dem Sieg von 139 Runs über Simbabwe erreichte Sri Lanka das Viertelfinale. Das letzte Vorrundenspiel gegen Neuseeland gewann es mit 112 Runs. Das Viertelfinale gegen England gewann Sri Lanka mit zehn Wickets, nachdem beide Opening Batter die Vorgabe von 229 Runs erfolgreich eingeholt hatten. Damit stellte Sri Lanka einen neuen Rekord für die höchste erfolgreiche run chase mit einem Sieg von zehn Wickets in der ODI-Geschichte auf. Im Halbfinale bezwang das Team Neuseeland mit fünf Wickets und erreichte zum zweiten Mal hintereinander das Finale. Dort unterlag es jedoch gegen Indien mit sechs Wickets. Nach dem Spiel zog sich Murali, der als bester spin bowler galt, vom internationalen Cricket zurück.

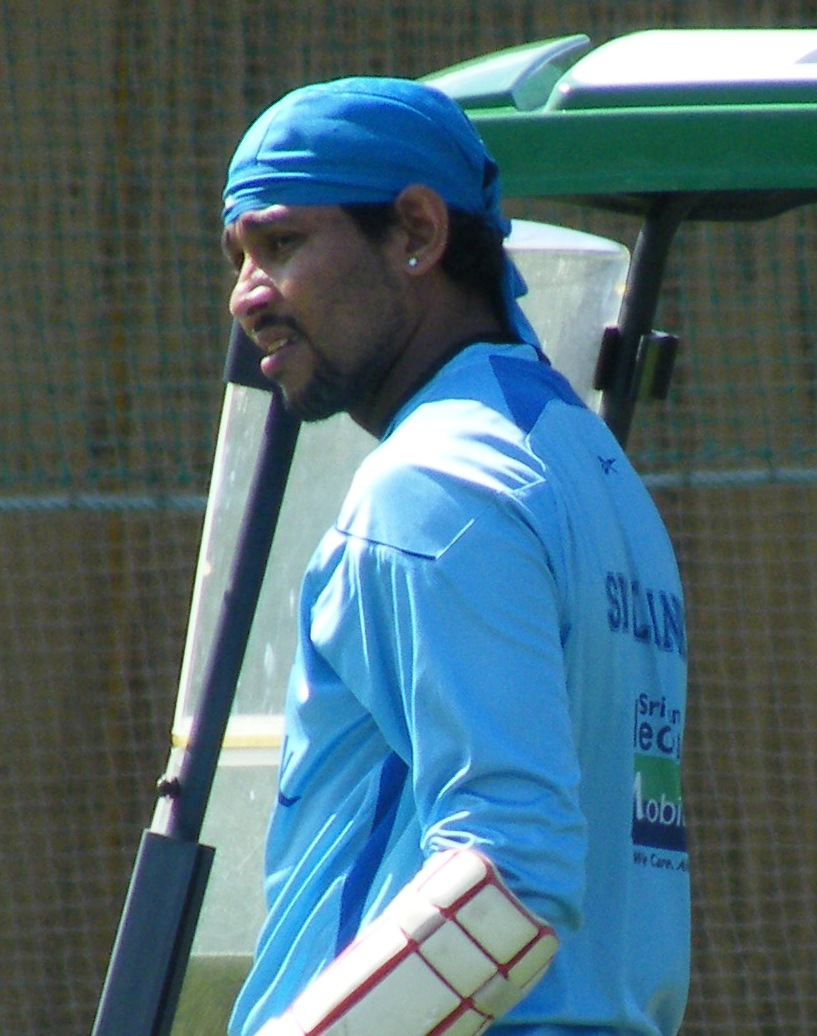
Tillakaratne Dilshan war 2011 und 2012 Sri Lankas Kapitän

Der Inselstaat war Gastgeber der World Twenty20 2012, des ersten Turniers dieser Art in Asien. In der Vorrunde traf Sri Lanka auf Simbabwe und Südafrika. Das erste Spiel gewann es mit 82 Runs. Das darauf folgenden Spiel gegen Südafrika musste mehrmals wegen Regens unterbrochen werden, woraufhin das Spiel auf nur sieben Over je Mannschaft verkürzt wurde. Südafrika gewann das Spiel mit 32 Runs. Sri Lanka erreichte dennoch die Hauptrunde. Dort endete das erste Spiel gegen Neuseeland unentschieden, nachdem beide Mannschaften 174 Runs erzielt hatten. Sri Lanka gewann das nötige Super Over und entschied damit auch das Spiel für sich. Daraufhin gelangen Sri Lanka leichte Siege gegen die West Indies (mit neun Wickets) und England (mit 19 Runs). Im Halbfinale bezwang es Pakistan mit 16 Runs. Im Finale unterlag das Team den West Indies jedoch mit 36 Runs. Trostpreis war, dass es Sri Lanka als ersten Gastgeber gelungen war, das Finale eines World Twenty20 zu erreichen. Ajantha Mendis war mit 15 Wickets der beste Bowler des Turnieres.

### Dritter internationaler Titel

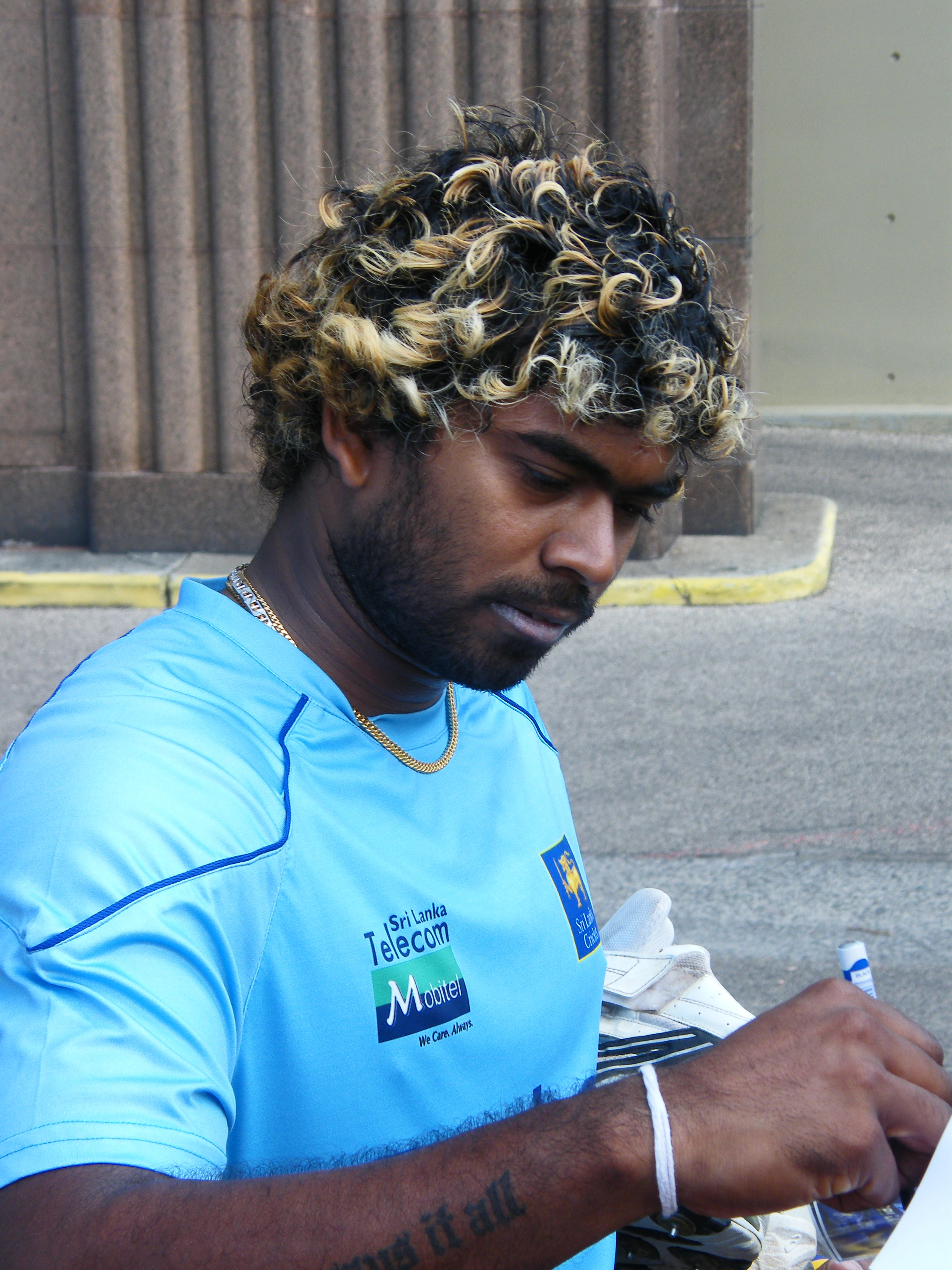
Lasith Malinga war von 2014 bis 2016 Sri Lankas T20I-Kapitän und führte seine Mannschaft zum Sieg bei der World Twenty20 2014

Das Jahr 2014 begann für Sri Lanka mit dem Gewinn des Asia Cup in Bangladesch. In der Hauptrunde der World Twenty20 2014 in Bangladesch traf Sri Lanka auf Südafrika, die Niederlande, England und Neuseeland. Im ersten Spiel gewann es mit fünf Runs. Im nächsten Spiel gegen die Niederlande bowlte das Team den Gegner für nur 39 Runs aus (dies ist das niedrigste T20I-Ergebnis einer Mannschaft), und es erreichte die nötigen 40 Runs innerhalb von fünf Over, was gleichzeitig der höchste T20I-Sieg mit noch ungespielten Bällen ist. Gegen England unterlag Sri Lanka mit sechs Wickets. Im entscheidenden Spiel gegen Neuseeland gelang es, den Gegner für nur 60 Runs auszubowlen, das niedrigste T20I-Ergebnis einer Testnation, und die Mannschaft gewann mit 59 Runs. Mit diesem Sieg erreichte Sri Lanka sein viertes aufeinanderfolgendes Halbfinale bei einer World T20. Dort gewann es gegen die verteidigenden T20I-Weltmeister der West Indies mit 27 Runs (nach der D/L-Methode). Das Finale gewann das Team gegen Indien mit sechs Wickets, wodurch Sri Lanka nach dem Cricket World Cup 1996 und dem geteilten Sieg der Champions Trophy 2002 seinen dritten internationalen Titel verbuchen konnte. Nach dem Sieg zogen sich Mahela und Sanga vom T20I-Cricket zurück.

### Gemischte Turnierverläufe

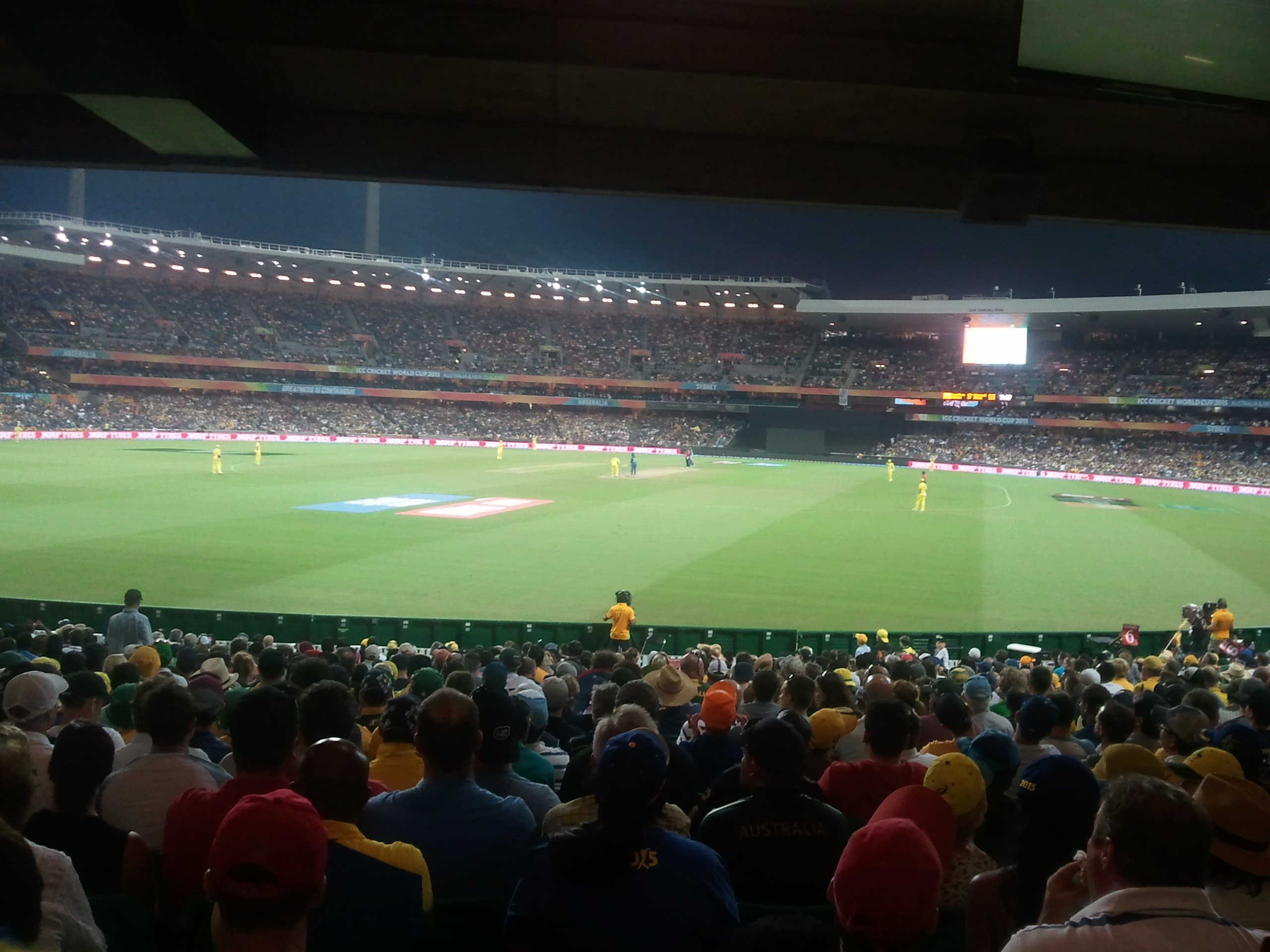
Spiel zwischen Sri Lanka und Australien bei der Weltmeisterschaft 2015 im Sydney Cricket Ground

Beim Cricket World Cup 2015 in Australien und Neuseeland traf Sri Lanka in der Vorrunde auf Neuseeland, Afghanistan, Bangladesch, England, Australien und Schottland. Im ersten Spiel unterlag es den Black Caps mit 98 Runs. Daraufhin gewann Sri Lanka gegen Afghanistan mit vier Wickets, obschon beide Opening Batter im zweiten Over mit ducks (0 Runs) ausschieden, dies war erst das zweite Mal in der ODI-Geschichte. Gegen Bangladesch erzielten Sri Lankas Dilshan (161*) und Sangakkara (105*) Centuries. Mit seinem Century überbot Dilshan den vorherigen Rekord des höchsten individuellen Ergebnisses eines Sri-Lankers bei Weltmeisterschaften von Aravinda (144). Das Spiel entschied es schließlich mit 92 Runs für sich. Gegen England erzielte Sangakkara sein zweites ODI-Century hintereinander und gemeinsam mit Thirimanne, der ebenfalls ein Century erzielte, führte er Sri Lanka zum Sieg mit neun Wickets. Im Spiel gegen Australien schlug Dilshan sechs Vierer in einem Over, das von Mitchell Johnson bedient wurde, dies war das erste Mal bei einer Weltmeisterschaft. Sangakkara erzielte sein drittes aufeinanderfolgendes Century, danach verlor das Team jedoch zügig seine Wickets. Australien gewann das Spiel mit 64 Runs. Im letzten Gruppenspiel gelang Sri Lanka ein leichter Sieg über Schottland mit 148 Runs. Sangakkara gelang sein viertes aufeinanderfolgendes Century mit 124 Runs. Damit wurde er der erste Batter, dem dies in ODIs gelang. Im Viertelfinale unterlag Sri Lanka Südafrika mit neun Wickets. Nach dem enttäuschenden Spiel beendeten Sanga und Jayawardena ihre ODI-Laufbahnen. Sri Lanka erreichte mit dieser Niederlage erstmals seit der Weltmeisterschaft 1999 nicht das Halbfinale.

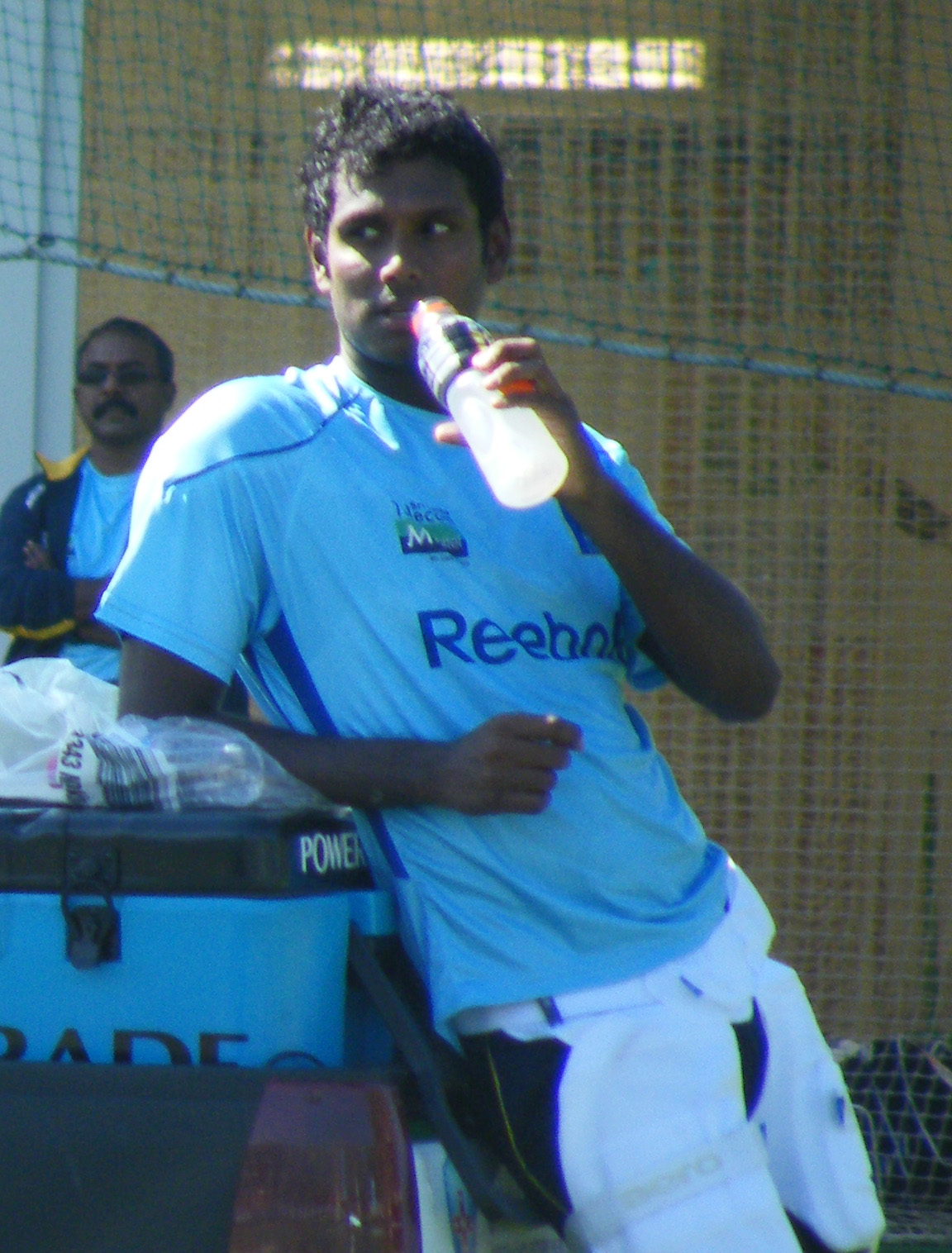
Angelo Mathews war zwischen 2013 und 2017 Sri Lankas Kapitän

Einer der größten Überraschungen in Sri Lankas Cricket-Geschichte geschah während der World Twenty20 2016 in Indien. Vor dem Turnier hatte Sri Lanka in fünf T20I-Serien gespielt, erzielte dabei jedoch einen einzigen Sieg gegen die West Indies (man verlor gegen Pakistan, in Neuseeland, in Indien und beim Asia Cup 2016). Der Kapitän Lasith Malinga hatte sich bei jeder dieser Serien verletzt und das neue Auswahlkomitee ernannte Angelo Mathews zum T20I-Kapitän, worauf Malinga seine Position in der Mannschaft verlor. Sri Lanka begann das Turnier in der Hauptrunde mit einem Sieg von sechs Wickets gegen Afghanistan. Im folgenden Spiel unterlag es den West Indies mit sieben Wickets. Das entscheidende Spiel gegen England verlor Sri Lanka mit zehn Runs. Sri Lanka schied zusammen mit Südafrika, gegen das es im letzten Spiel mit acht Wickets unterlag, aus dem Turnier aus. Probleme in allen drei Aspekten des Spiels (Bowling, Batting und Fielding) trugen zu den Niederlagen bei.
Am 4. August 2016 bestritt Sri Lanka sein 250. Test Match gegen Australien in Galle. Das Team gewann das Match mit 229 Runs und ebenso die Warne-Muralidaran Trophy erstmals seit ihrer Einführung. Am 17. August 2016 gelang Sri Lanka unter Angelo Mathews der erste white wash seiner Cricketgeschichte gegen Australien mit 3–0. Am 6. Oktober 2017 bestritt Sri Lanka seinen ersten Tag/Nacht-Test gegen Pakistan im Dubai International Cricket Stadium. Angeführt von Dinesh Chandimal gewann Sri Lanka das Match mit 68 Runs und entschied die Testserie mit 2–0 für sich. Dimuth Karunaratne wurde der erste Sri-Lanker, der ein Fifty, ein Century und 150 Runs in einem Tag/Nacht-Test erzielte. Lahiru Gamage, der in dem Spiel debütierte, wurde der erste Sri-Lanker, der ein Wicket in einem Tag/Nacht-Test nahm, während Dilruwan Perera als erster fünf Wickes nahm.
Der Cricket World Cup 2019 fand in England und Wales statt und Sri Lanka wurde angeführt von Dimuth Karunaratne. Obschon er als Test-Kapitän seine Mannschaft zu zwei denkwürdigen Siegen in Südafrika geführt hatte, kam Karunaratne zuletzt bei der Weltmeisterschaft 2015 in einem ODI für Sri Lanka zum Einsatz. Im ersten Spiel gegen Neuseeland wurde es für 136 Runs in 29.2 Over ausgebowlt. Karunaratne wurde der zweite Opening Batter, der ein Innings bei einer Weltmeisterschaft durchspielte, ohne sein Wicket zu verlieren. Für Neuseeland begann das Turnier mit einem deutlichen Sieg von zehn Wickets gegen Sri Lanka. Im zweiten Spiel gewann es gegen Afghanistan mit 34 Runs. Die darauf folgenden beiden Spiele gegen Pakistan und Bangladesch wurden wegen Regens abgesagt und jede Mannschaft erhielt jeweils zwei Tabellenpunkte. Im darauf folgenden Spiel gegen den verteidigenden Weltmeister Australien unterlag das Team mit 87 Runs. Gegen den Favoriten und späteren Weltmeister England gelang jedoch zum vierten Mal in Folge bei einer Weltmeisterschaft ein Sieg (mit 20 Runs). In dem Spiel wurde Malinga der vierte Bowler, der 50 Wickets bei einer Weltmeisterschaft erzielte, nach seinem Landsmann Muralitharan, Pakistans pacer Wasim Akram und Australiens pacer Glenn McGrath. Mit 26 Innings bei Weltmeisterschaften war er auch der schnellste, der diesen Meilenstein erreichte. Das darauf folgende entscheidende Spiel gegen Südafrika verlor Sri Lanka mit neun Wickets. Mit dieser Niederlage schied Sri Lanka aus dem Turnier aus. Gegen die West Indies erzielte Avishka Fernando sein erstes ODI-Century und er wurde der jüngste Sri-Lanker, der ein Century bei einer Weltmeisterschaft erreichte. In Antwort darauf kontrollierten die West Indies ihr Innings überwiegend und der junge Batter Nicholas Pooran erzielte ebenfalls sein erstes ODI-Century. Dies war das erste Mal bei einer Weltmeisterschaft, dass zwei Spieler unter 25 Jahren im denselben Spiel mehr als 100 Runs erzielten. Sri Lanka gewann schließlich mit 23 Runs. Im letzten Spiel gegen Indien erzielte Sri Lanka 264 Runs in 50 Over, dank eines Century von Angelo Mathews. Dies war sein drittes ODI-Century, die er alle gegen Indien erzielte. Indien erreichte die Vorgabe in 43 Over und gewann mit sieben Wickets.
Der T20 World Cup 2021 in Oman und den Vereinigten Arabischen Emiraten begann Sri Lanka mit Siegen in allen Vorrundenspielen gegen Namibia, Irland und die Niederlande und erreichte die Super 12. Dort gelangen den Sri-Lankern nur Siege gegen Bangladesch und die West Indies, während sie Australien, Südafrika und England unterlagen und aus dem Turnier ausschieden. Den Asia Cup 2022 in den Vereinigten Arabischen Emiraten beendete das Team mit seinem sechsten Titelgewinn. Beim T20 World Cup 2022 in Australien erlitt Sri Lanka im ersten Spiel eine historische Niederlage gegen Namibia, erholte sich davon, besiegte sowohl die Vereinigten Arabischen Emirate als auch die Niederlande und erreichte damit die Super 12. Dort gewannen die Sri-Lanker lediglich gegen Irland und Afghanistan, während sie gegen Australien, Neuseeland und England unterlagen, womit die Mannschaft aus dem Turnier ausschied. Ähnlich verlief die Vorrunde des Cricket World Cup 2023 in Indien und den Sri-Lankern gelangen lediglich Siege gegen die Niederlande und England, während sie ihre Spiele gegen Südafrika, Pakistan, Australien, Afghanistan, Indien, Bangladesch und Neuseeland verloren. Damit verpassten sie erstmals die Champions Trophy 2025 in Pakistan. Beim T20 World Cup 2024 unterlag das Team Südafrika und Bangladesch, während das Spiel gegen Nepal aufgrund Regens abgesagt werden musste, woraufhin lediglich gegen die Niederlande ein Sieg gelang und es damit aus dem Turnier ausschied.

## Organisation

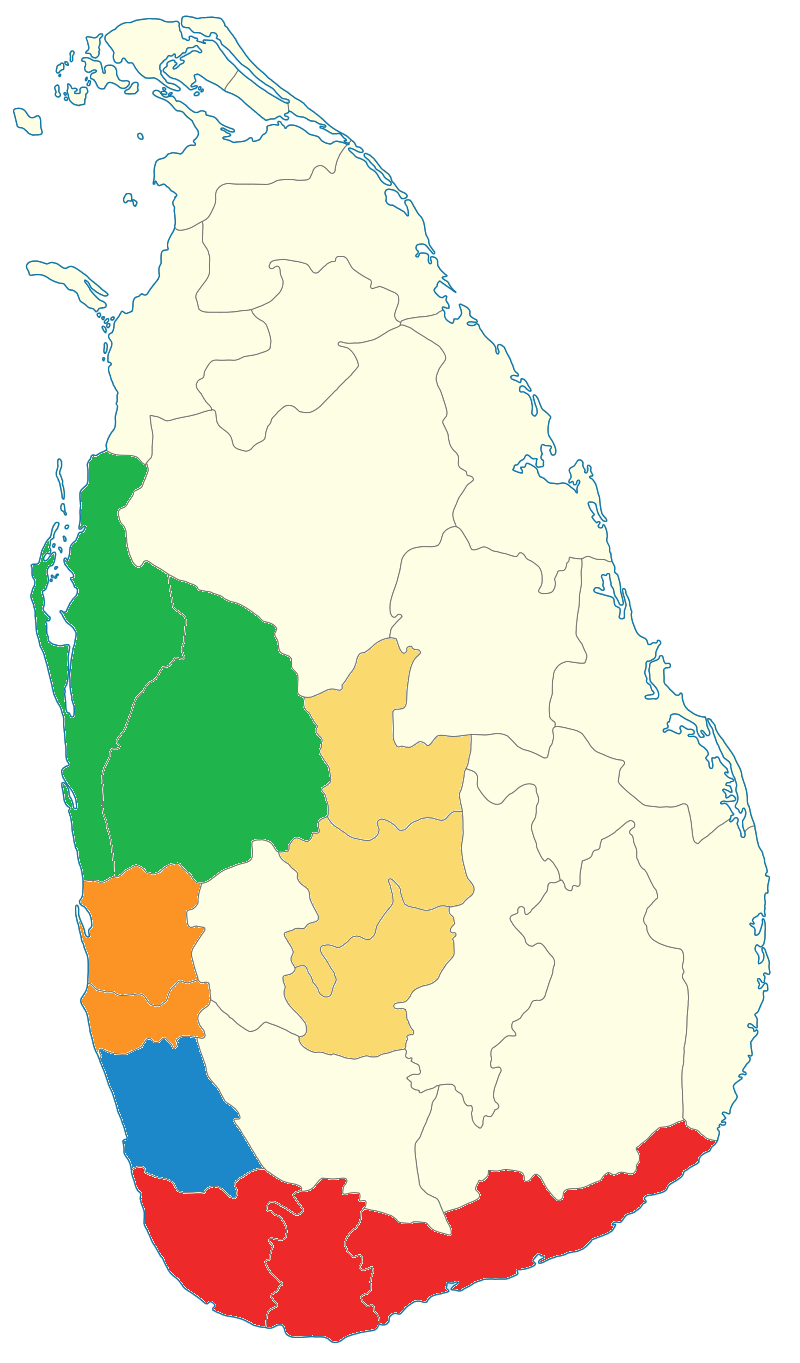
Provinzteams der Regionalverbände Sri Lankas

Sri Lanka Cricket (SLC) wurde am 30. Juni 1975 als Board of Cricket for Sri Lanka (BCCSL) gegründet und ist verantwortlich für die Organisation des Cricket in Sri Lanka. Seit dem 21. Juli 1981 vertritt es Sri Lanka beim Weltverband International Cricket Council (ICC) als Vollmitglied. 1983 war der sri-lankische Verband außerdem Gründungsmitglied der Asian Cricket Conference (ACC; heute Asian Cricket Council).
Sri Lanka Cricket stellt die Sri Lanka vertretenen Cricket-Nationalmannschaften, einschließlich der für die Männer, Frauen und Jugend, zusammen. Er ist außerdem verantwortlich für die Durchführung von Test-, ODI- und T20I-Serien gegen andere Nationalmannschaften sowie die Organisation von Heimspielen und -turnieren. Neben der Aufstellung des Teams ist er verantwortlich für den Kartenverkauf, der Gewinnung von Sponsoren und der Vermarktung der Medienrechte.
Kinder und Jugendliche werden bereits in der Schule an den Cricketsport herangeführt und je nach Interesse und Talent beginnt dann die Ausbildung. Wie andere Cricketnationen verfügt Sri Lanka über eine U-19-Nationalmannschaft, die an der entsprechenden Weltmeisterschaft teilnimmt. Die zweite Nationalmannschaft Sri Lankas bildet Sri Lanka A, deren Spiele über First-Class- bzw. List-A-Status verfügen.

## Trikots
| Turnier                              | Trikotausrüster | Sponsor auf dem Ärmel |
| ------------------------------------ | --------------- | --------------------- |
| Cricket World Cup 1975               | –               | –                     |
| ICC Trophy 1979                      | –               | –                     |
| Cricket World Cup 1979               | –               | –                     |
| Cricket World Cup 1983               | –               | –                     |
| Cricket World Cup 1987               | –               | –                     |
| Cricket World Cup 1992               | ISC             | –                     |
| Cricket World Cup 1996               | –               | Singer                |
| ICC KnockOut 1998                    | –               | Singer                |
| Cricket World Cup 1999               | Asics           | Singer                |
| ICC KnockOut 2000                    | –               | Singer                |
| ICC Champions Trophy 2002            | AJ Sports       | Dilmah                |
| Cricket World Cup 2003               | AJ Sports       | Dilmah                |
| ICC Champions Trophy 2004            | Trendy          | Dilmah                |
| ICC Champions Trophy 2006            | MAS             | Dilmah                |
| Cricket World Cup 2007               | MAS             | Dilmah                |
| ICC World Twenty20 2007              | MAS             | Dilmah                |
| ICC World Twenty20 2009              | Reebok          | –                     |
| ICC Champions Trophy 2009            | Reebok          | –                     |
| ICC World Twenty20 2010              | Reebok          | –                     |
| Cricket World Cup 2011               | Reebok          | –                     |
| ICC World Twenty20 2012              | MAS             | Homestead             |
| ICC Champions Trophy 2013            | MAS             | Homestead             |
| ICC World Twenty20 2014              | MAS             | Homestead             |
| Cricket World Cup 2015               | MAS             | –                     |
| ICC World Twenty20 2016              | MAS             | Confident Group       |
| ICC Champions Trophy 2017            | MAS             | Dialog                |
| Cricket World Cup 2019               | MAS             | Kent RO               |
| T20 World Cup 2021                   | MAS             | AstroPay              |
| T20 World Cup 2022                   | MAS             | Moose                 |
| ICC Cricket World Cup Qualifier 2023 | Moose           | Dialog                |
| Cricket World Cup 2023               | Moose           | Amul                  |
| T20 World Cup 2024                   | Moose           | Amul                  |

| Zeitraum  | Trikotausrüster | Trikotsponsor |
| --------- | --------------- | ------------- |
| 1995–2000 | MAS             | Singer        |
| 2000–2003 | AJ Sports       | Singer        |
| 2004–2008 | MAS             | Dilmah        |
| 2009–2010 | Reebok          | Dialog        |
| 2010–2012 | Reebok          | Mobitel       |
| 2013–2014 | Emerald         | Homestead     |
| 2014–2016 | MAS             | Dialog        |
| 2017–2018 | MAS             | Huawei        |
| 2019–2020 | MAS             | Dialog        |
| 2021–2022 | MAS             | AstroPay      |
| seit 2022 | MAS             | FairPlay      |

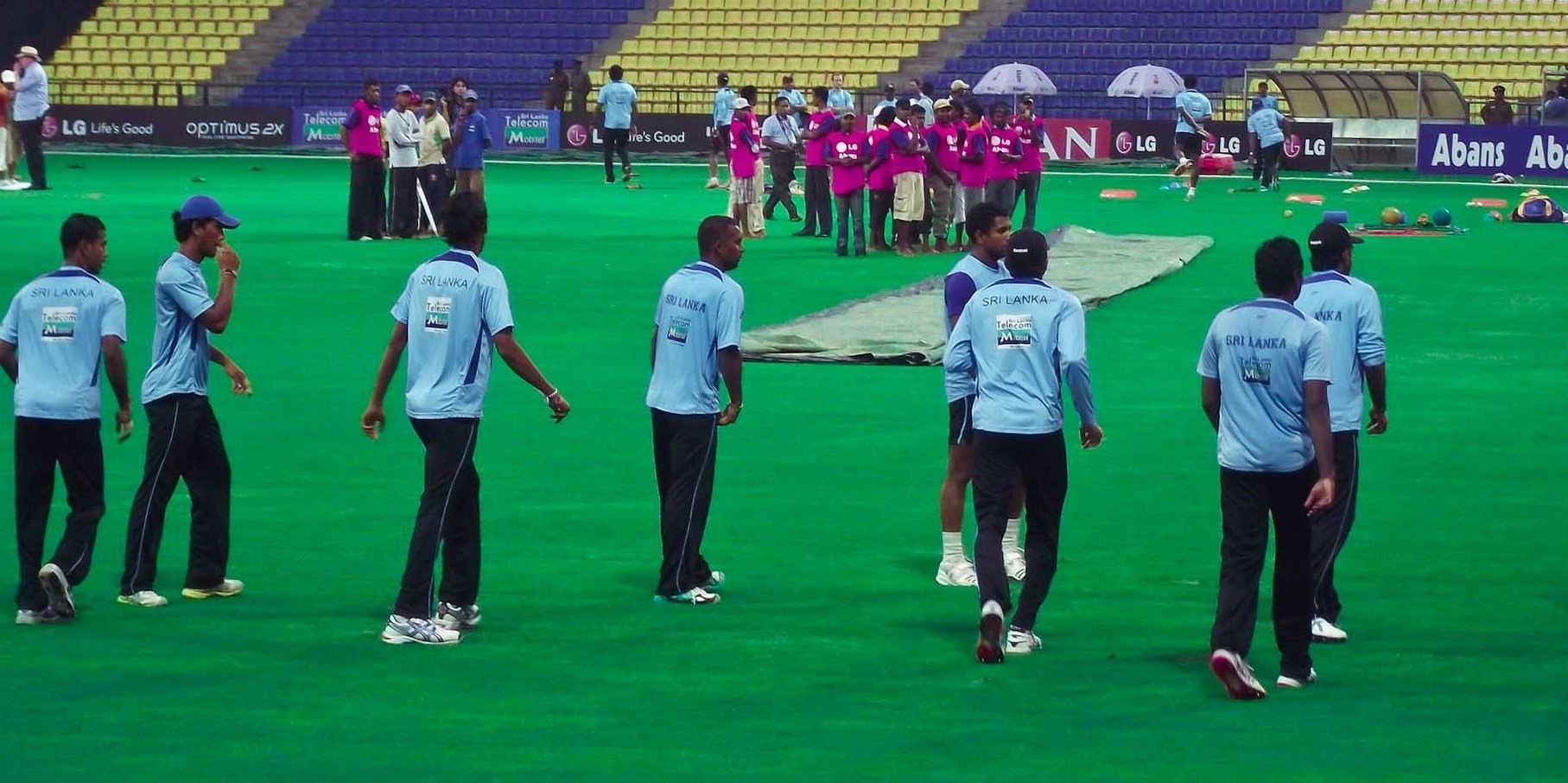
Sri Lankas Cricket-Nationalmannschaft in Pallekele

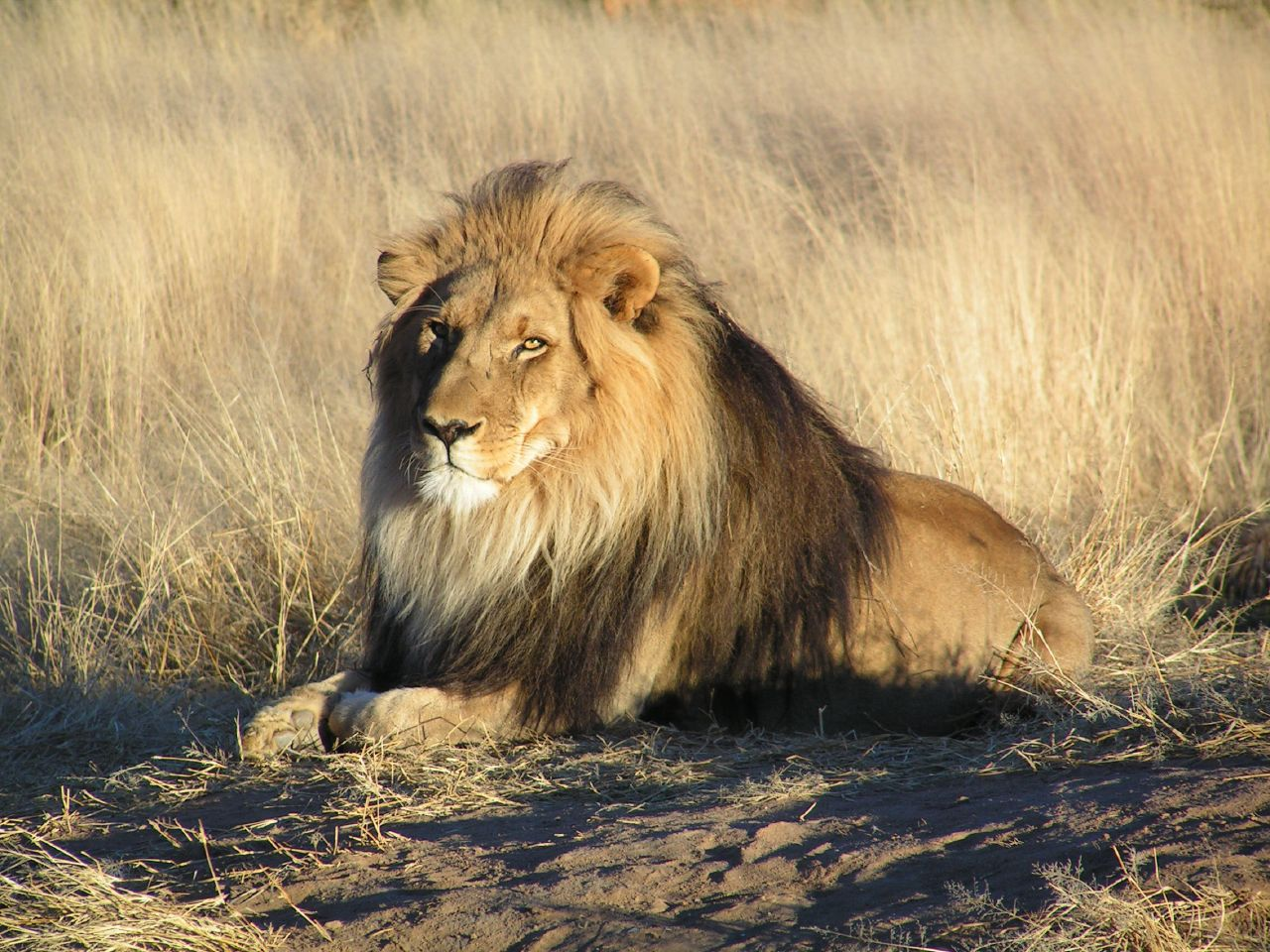
Der Löwe (Panthera leo), Sri Lankas Nationaltier und Namensgeber für Sri Lankas Cricket-Nationalmannschaft

Für Test Cricket trägt Sri Lanka weiße Cricket-Kleidung, die bei kalten Wetter um einem Pullover bzw. Pullunder mit einem blauen oder dunkelblauen V-Halsausschnitt ergänzt wird, wie beispielsweise bei Touren nach Australien, England oder Neuseeland. Die Flagge Sri Lankas ist auf der linken Brust mit der Nummer des Tests über der Flagge; Cricket-Helme sind dunkelblau gehalten und die Hüte der Feldspieler (für gewöhnlich eine Baseballkappe oder ein Sonnenhut mit breitem Rand) sind ebenso gefärbt. Das Logo des Sponsors ist auf der rechten Brust und auf dem Ärmel, Cricket Sri Lankas Logo ist im Test Cricket auf der linken Seite. Zwischen 2000 und 2010 waren Ceylon Tea, Reebok, Mobitel Sri Lanka und Dialog Axiata Sponsoren Sri Lankas; Dilmah war in den frühen 2000er Jahren Sponsor, nachdem sie Singer, den Hauptsponsor aus den 1990er Jahren, ersetzt hatten. Ehemalige Ausrüster waren Reebok, AJ Sports, Asics, ISC und Adidas.
Sri Lankas ODI- und T20-Trikots wechseln jährlich, da die Mannschaft verschiedene Schattierungen Hellblau mit gelben Streifen entlang den Schultern und Hüften verwendet. In der Vergangenheit war Sri Lankas Trikot auch in Hellblau und Goldgelb gestaltet. Bei der World Cricket Series 1984/85 waren Sri Lankas Trikots Gelb mit blauen Streifen.
Bei offiziellen ICC-Turnieren wie dem Cricket World Cup, der World Twenty20 und dem Asia Cup steht der Schriftzug SRI LANKA auf der Vorderseite anstelle des Sponsorlogos, das auf dem Ärmel erscheint. Eine außergewöhnliche Trikotgestaltung fand beim World Twenty20 2007 in Südafrika Verwendung. Die Mannschaft trug ein silberfarbenes Trikot, das seitdem jedoch nicht mehr Verwendung fand. Seitdem spielt Sri Lanka in seiner traditionellen leuchtend blauen Farbe mit dünnen gelben Streifen. Beim World Twenty20 2007 wurden die Farben Orange und Grün von der Landesflagge entlehnt und auf dem Trikot verwendet. Beim Spiel der Champions Trophy 2017 gegen Indien war das Trikot überwiegend Gelb mit blauen Streifen und der üblichen blauen Hose.
Für Sri Lankas Trikot beim Cricket World Cup 2019 wurden Plastikabfälle von den Stränden Sri Lankas recycelt. Neben MAS Holdings kündigte Cricket Sri Lanka seine Partnerschaft mit Kent RO Systems als Hauptsponsor für die Weltmeisterschaft 2019 an. Am Rand des Blauen Hintergrundes ist die Zeichnung einer Schildkröte.
Bei inoffiziellen Turnieren wie bilaterale oder trilaterale Wettbewerbe befindet sich das Logo des Sponsors auf der Vorderseite des Trikots. Sri Lankas Sponsoren sind Amul, Nippon Paint, Brandix und Red Bull.
Sri Lankas Cricket-Logo zeigt einen goldenen Löwen mit einem Schwert in der rechten Hand auf einem Hellblauen Hintergrund. Der Schriftzug Sri Lanka Cricket erscheint über dem Löwen. Im Test Cricket wird das Logo auf dem Helm etwas abgeändert dargestellt, und der Löwe mit dem Schwert in der Hand wird von Lotosblättern umrundet, ein blauer Kreis umschließt das Logo, worauf ein weiterer gelber Kreis folgt.
Der Spitzname der sri-lankischen Cricket-Nationalmannschaft ist The Lions, nach dem Nationaltier Sri Lankas, dem Löwen. Das Logo von Sri Lanka Cricket zeigt deshalb einen Löwen.

## Stadien
Sri Lanka verfügt über kein offizielles Heimstadion für seine Nationalmannschaft, sondern bestreitet seine Heimspiele in verschiedenen Stadien Sri Lankas. Die sri-lankische Mannschaft hat bisher auf heimischen Boden acht Stadien für die Austragung von Testspielen verwendet:
| Nr. | Stadion                                                   | Stadt    | Erstnutzung       |
| --- | --------------------------------------------------------- | -------- | ----------------- |
| 1   | Paikiasothy Saravanamuttu Stadium (Saravanamuttu Stadium) | Colombo  | 17. Februar 1982  |
| 2   | Asgiriya Stadium                                          | Kandy    | 22. April 1983    |
| 3   | Sinhalese Sports Club Ground (SSC)                        | Colombo  | 16. März 1984     |
| 4   | Colombo Cricket Club Ground (CCC)                         | Colombo  | 24. März 1984     |
| 5   | Ranasinghe Premadasa Stadium (Premadasa Stadium)          | Colombo  | 28. August 1992   |
| 6   | Tyronne Fernando Stadium (Fernando Stadium)               | Moratuwa | 8. September 1992 |
| 7   | Galle International Stadium                               | Galle    | 3. Juni 1998      |
| 8   | Pallekele International Cricket Stadium                   | Kandy    | 1. Dezember 2010  |

## Internationale Touren
Wie es seit dem Beginn des internationalen Crickets üblich ist, unternimmt die sri-lankische Cricket-Nationalmannschaft zum Teil monatelange Touren ins Ausland, um gegen andere Nationalteams sowie gegen Regionalauswahlen und Cricketclubs anzutreten. Ebenso empfängt man daheim durch Sri Lanka tourenden Nationalteams. Im heimischen Sommer ist man entweder Gastgeber oder tourt durch andere Cricketnationen der Nordhemisphäre und im heimischen Winter tourt man durch die Cricketnationen der Südhemisphäre. Dabei spielt Sri Lanka im Test Cricket seit 2007/08 gegen Australien um die Warne-Muralitharan Trophy und seit 2015/16 gegen die West Indies um die Sobers-Tissera Trophy.

## Spieler

### Bekannte Spieler

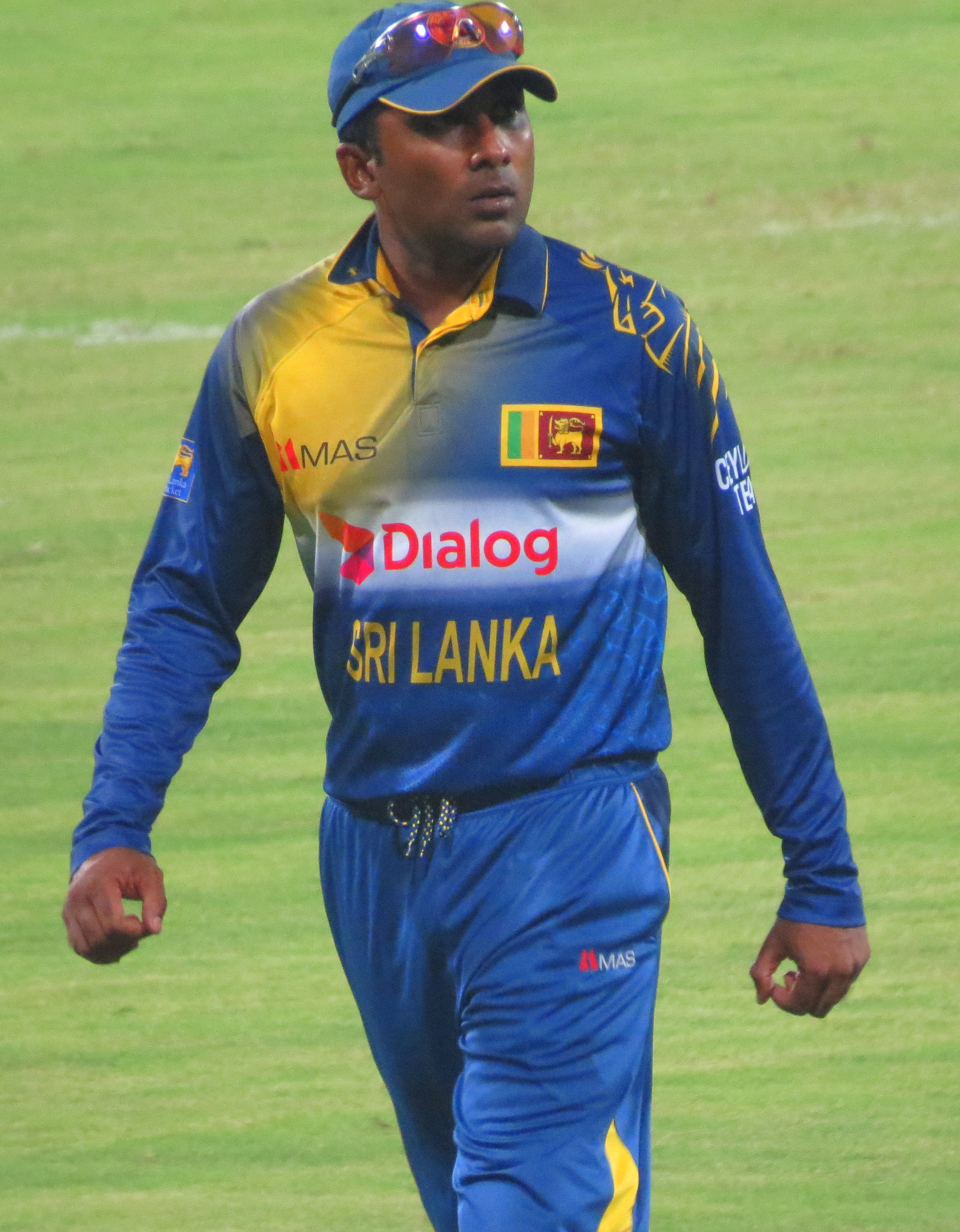
Mahela Jayawardene (2014)

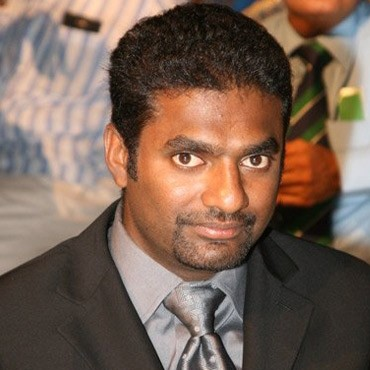
Muttiah Muralitharan (2013)

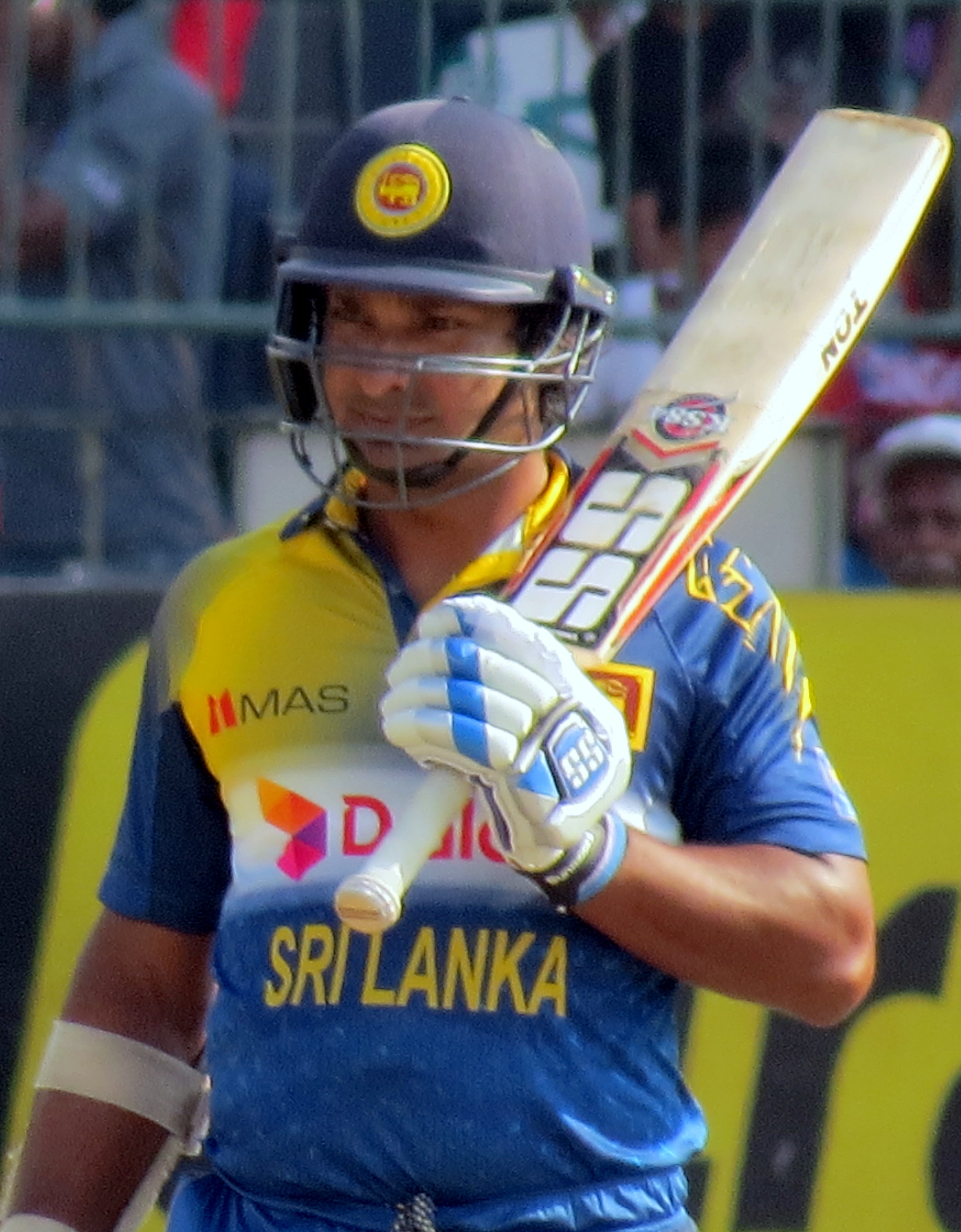
Kumar Sangakkara (2014)

Vier ehemalige sri-lankische Spieler wurden aufgrund ihrer herausragenden Leistungen in die ICC Cricket Hall of Fame aufgenommen:
| Spieler              | Position              | Aufnahme |
| -------------------- | --------------------- | -------- |
| Mahela Jayawardene   | Batter                | 2021     |
| Muttiah Muralitharan | Bowler                | 2016     |
| Kumar Sangakkara     | Wicket-Keeper, Batter | 2021     |
| Aravinda de Silva    | Batter                | 2023     |

### Spielerstatistiken
Insgesamt haben für Sri Lanka 167 Spieler Tests, 215 Spieler ODIs und 109 Spieler T20Is gespielt. Im Folgenden sind die Spieler aufgeführt, die für die sri-lankische Mannschaft die meisten Runs und Wickets erzielt haben.

#### Runs
| Test                    | Test                    | Test                    | Test                    | ODI                     | ODI                     | ODI                     | ODI                     | T20I                    | T20I                    | T20I                    | T20I                    |
| Spieler                 | Zeitraum                | Tests                   | Runs                    | Spieler                 | Zeitraum                | ODIs                    | Runs                    | Spieler                 | Zeitraum                | T20Is                   | Runs                    |
| ----------------------- | ----------------------- | ----------------------- | ----------------------- | ----------------------- | ----------------------- | ----------------------- | ----------------------- | ----------------------- | ----------------------- | ----------------------- | ----------------------- |
| Kumar Sangakkara        | 2000–2015               | 134                     | 12.400                  | Kumar Sangakkara        | 2000–2015               | 397                     | 13.975                  | Kusal Perera            | 2013–heute              | 077                     | 2.056                   |
| Mahela Jayawardene      | 1997–2014               | 149                     | 11.814                  | Sanath Jayasuriya       | 1989–2011               | 441                     | 13.364                  | Kusal Mendis            | 2016–heute              | 078                     | 1.920                   |
| Angelo Mathews          | 2009–heute              | 118                     | 08.167                  | Mahela Jayawardene      | 1998–2015               | 443                     | 12.381                  | Tillakaratne Dilshan    | 2006–2016               | 080                     | 1.889                   |
| Dimuth Karunaratne      | 2012–heute              | 100                     | 07.222                  | Tillakaratne Dilshan    | 1999–2016               | 330                     | 10.290                  | Pathum Nissanka         | 2021–heute              | 062                     | 1.734                   |
| Sanath Jayasuriya       | 1991–2007               | 110                     | 06.973                  | Aravinda de Silva       | 1984–2003               | 308                     | 09.284                  | Mahela Jayawardene      | 2006–2014               | 055                     | 1.493                   |
| Stand: 14. Februar 2025 | Stand: 14. Februar 2025 | Stand: 14. Februar 2025 | Stand: 14. Februar 2025 | Stand: 14. Februar 2025 | Stand: 14. Februar 2025 | Stand: 14. Februar 2025 | Stand: 14. Februar 2025 | Stand: 14. Februar 2025 | Stand: 14. Februar 2025 | Stand: 14. Februar 2025 | Stand: 14. Februar 2025 |

#### Wickets
| Test                    | Test                    | Test                    | Test                    | ODI                     | ODI                     | ODI                     | ODI                     | T20I                    | T20I                    | T20I                    | T20I                    |
| Spieler                 | Zeitraum                | Tests                   | Wickets                 | Spieler                 | Zeitraum                | ODIs                    | Wickets                 | Spieler                 | Zeitraum                | T20Is                   | Wickets                 |
| ----------------------- | ----------------------- | ----------------------- | ----------------------- | ----------------------- | ----------------------- | ----------------------- | ----------------------- | ----------------------- | ----------------------- | ----------------------- | ----------------------- |
| Muttiah Muralitharan    | 1992–2010               | 132                     | 795                     | Muttiah Muralitharan    | 1993–2011               | 343                     | 523                     | Wanindu Hasaranga       | 2019–heute              | 79                      | 131                     |
| Rangana Herath          | 1999–2018               | 093                     | 433                     | Chaminda Vaas           | 1994–2008               | 321                     | 399                     | Lasith Malinga          | 2006–2020               | 84                      | 107                     |
| Chaminda Vaas           | 1994–2009               | 111                     | 355                     | Lasith Malinga          | 2004–2019               | 226                     | 338                     | Ajantha Mendis          | 2008–2014               | 39                      | 066                     |
| Suranga Lakmal          | 2010–heute              | 070                     | 171                     | Sanath Jayasuriya       | 1989–2011               | 441                     | 320                     | Nuwan Kulasekara        | 2008–2017               | 58                      | 066                     |
| Dilruwan Perera         | 2014–2019               | 043                     | 161                     | Nuwan Kulasekara        | 2003–2017               | 184                     | 199                     | Maheesh Theekshana      | 2021–heute              | 060                     | 058                     |
| Stand: 14. Februar 2025 | Stand: 14. Februar 2025 | Stand: 14. Februar 2025 | Stand: 14. Februar 2025 | Stand: 14. Februar 2025 | Stand: 14. Februar 2025 | Stand: 14. Februar 2025 | Stand: 14. Februar 2025 | Stand: 14. Februar 2025 | Stand: 14. Februar 2025 | Stand: 14. Februar 2025 | Stand: 14. Februar 2025 |

### Mannschaftskapitäne
Bisher haben insgesamt 18 Spieler als Kapitän für Sri Lanka bei einem Testmatch fungiert, 27 für ein ODI und 14 für ein T20I.
| Test | Test                 | Test       | ODI                  | ODI        | T20I                 | T20I       |
| Nr.  | Name                 | Zeitraum   | Name                 | Zeitraum   | Name                 | Zeitraum   |
| ---- | -------------------- | ---------- | -------------------- | ---------- | -------------------- | ---------- |
| 1    | Bandula Warnapura    | 1982       | Anura Tennekoon      | 1975–1979  | Mahela Jayawardene   | 2006–2012  |
| 2    | Duleep Mendis        | 1982–1987  | Bandula Warnapura    | 1979–1982  | Tillakaratne Dilshan | 2008–2011  |
| 3    | Somachandra de Silva | 1983       | Duleep Mendis        | 1982–1987  | Kumar Sangakkara     | 2009–2012  |
| 4    | Ranjan Madugalle     | 1988       | Somachandra de Silva | 1983       | Thilina Kandamby     | 2011       |
| 5    | Arjuna Ranatunga     | 1989–1999  | Ranjan Madugalle     | 1988       | Angelo Mathews       | 2012–2021  |
| 6    | Aravinda de Silva    | 1991–1999  | Arjuna Ranatunga     | 1988–1999  | Dinesh Chandimal     | 2013–2018  |
| 7    | Hashan Tillakaratne  | 1999–2004  | Ravi Ratnayeke       | 1988       | Lasith Malinga       | 2014–2020  |
| 8    | Sanath Jayasuriya    | 1999–2002  | Aravinda de Silva    | 1992–1996  | Upul Tharanga        | 2017       |
| 9    | Marvan Atapattu      | 2002–2005  | Roshan Mahanama      | 1994       | Thisara Perera       | 2017–2018  |
| 10   | Mahela Jayawardene   | 2006–2013  | Sanath Jayasuriya    | 1998–2003  | Dasun Shanaka        | 2019–2023  |
| 11   | Kumar Sangakkara     | 2009–2011  | Marvan Atapattu      | 2001–2006  | Kusal Perera         | 2021       |
| 12   | Tillakaratne Dilshan | 2011–2012  | Mahela Jayawardene   | 2004–2013  | Sahan Arachchige     | 2023       |
| 13   | Angelo Mathews       | 2013–2017  | Chaminda Vaas        | 2006       | Wanindu Hasaranga    | 2024       |
| 14   | Rangana Herath       | 2016–2017  | Kumar Sangakkara     | 2009–2011  | Charith Asalanka     | 2024–heute |
| 15   | Dinesh Chandimal     | 2017–2021  | Tillakaratne Dilshan | 2010–2012  |                      |            |
| 16   | Suranga Lakmal       | 2018       | Angelo Mathews       | 2012–2018  |                      |            |
| 17   | Dimuth Karunaratne   | 2019–2023  | Dinesh Chandimal     | 2013–2018  |                      |            |
| 18   | Dhananjaya de Silva  | 2024–heute | Lahiru Thirimanne    | 2015–2019  |                      |            |
| 19   |                      |            | Upul Tharanga        | 2016–2017  |                      |            |
| 20   |                      |            | Chamara Kapugedera   | 2017       |                      |            |
| 21   |                      |            | Lasith Malinga       | 2017–2019  |                      |            |
| 22   |                      |            | Thisara Perera       | 2017       |                      |            |
| 23   |                      |            | Dimuth Karunaratne   | 2019–2021  |                      |            |
| 24   |                      |            | Kusal Perera         | 2021       |                      |            |
| 25   |                      |            | Dasun Shanaka        | 2021–2023  |                      |            |
| 26   |                      |            | Kusal Mendis         | 2023–2024  |                      |            |
| 27   |                      |            | Charith Asalanka     | 2024–heute |                      |            |

## Bilanz
Die Mannschaft hat die folgenden Bilanzen gegen die anderen Vollmitglieder des ICC im Test-, ODI- und T20I-Cricket (Stand: 14. Februar 2025).
| Gegner      | Tests | Tests | Tests | Tests | Tests | ODIs | ODIs | ODIs | ODIs | ODIs | T20Is | T20Is | T20Is | T20Is | T20Is |
| Gegner      | Sp.   | S     | U     | N     | R     | Sp.  | S    | U    | N    | NR   | Sp.   | S     | U     | N     | NR    |
| ----------- | ----- | ----- | ----- | ----- | ----- | ---- | ---- | ---- | ---- | ---- | ----- | ----- | ----- | ----- | ----- |
| Afghanistan | 1     | 1     | 0     | 0     | 0     | 15   | 10   | 0    | 4    | 1    | 8     | 5     | 0     | 3     | 0     |
| Australien  | 35    | 5     | 0     | 22    | 8     | 105  | 37   | 0    | 64   | 4    | 26    | 10    | 1     | 15    | 0     |
| Bangladesch | 26    | 20    | 0     | 1     | 5     | 57   | 43   | 0    | 12   | 2    | 17    | 11    | 0     | 6     | 0     |
| England     | 39    | 9     | 0     | 19    | 11    | 79   | 37   | 1    | 38   | 3    | 14    | 4     | 0     | 10    | 0     |
| Indien      | 46    | 7     | 0     | 22    | 17    | 171  | 59   | 2    | 99   | 11   | 32    | 9     | 1     | 21    | 1     |
| Irland      | 2     | 2     | 0     | 0     | 0     | 5    | 5    | 0    | 0    | 0    | 3     | 3     | 0     | 0     | 0     |
| Neuseeland  | 40    | 11    | 0     | 18    | 11    | 108  | 44   | 1    | 54   | 9    | 28    | 9     | 2     | 16    | 1     |
| Pakistan    | 59    | 17    | 0     | 23    | 19    | 157  | 59   | 1    | 93   | 4    | 23    | 10    | 0     | 13    | 0     |
| Simbabwe    | 20    | 14    | 0     | 0     | 6     | 64   | 49   | 0    | 12   | 3    | 6     | 5     | 0     | 1     | 0     |
| Südafrika   | 33    | 9     | 0     | 18    | 6     | 81   | 33   | 1    | 46   | 1    | 18    | 5     | 1     | 12    | 0     |
| West Indies | 24    | 11    | 0     | 4     | 9     | 67   | 32   | 0    | 32   | 3    | 18    | 10    | 0     | 8     | 0     |

## Internationale Turniere

### World Test Championship
- 2019–2021: 7. Platz
- 2021–2023: 5. Platz
- 2023–2025: 6. Platz
- 2025–2027: qualifiziert

### Cricket World Cup
- 1975: Vorrunde
- 1979: Vorrunde (Qualifikation)
- 1983: Vorrunde
- 1987: Vorrunde
- 1992: Vorrunde
- 1996: Sieger
- 1999: Vorrunde
- 2003: Halbfinale
- 2007: 2. Platz
- 2011: 2. Platz
- 2015: Viertelfinale
- 2019: Vorrunde
- 2023: Vorrunde (Qualifikation)

### Champions Trophy
- 1998: Halbfinale
- 2000: Viertelfinale
- 2002: Sieger (geteilt)
- 2004: Vorrunde
- 2006: Vorrunde
- 2009: Vorrunde
- 2017: Vorrunde
- 2025: nicht qualifiziert
- 2029: noch ausstehend

### T20 World Cup
- 2007: Super 8
- 2009: 2. Platz
- 2010: Halbfinale
- 2012: 2. Platz
- 2014: Sieger
- 2016: Super 10
- 2021: Super 12
- 2022: Super 12
- 2024: Vorrunde
- 2026: qualifiziert
- 2028: noch ausstehend
- 2030: noch ausstehend

### Asia Cup
- 1984: 2. Platz
- 1986: Sieger
- 1988: 2. Platz
- 1990: 2. Platz
- 1993: Turnier abgesagt
- 1995: 2. Platz
- 1997: Sieger
- 2000: 2. Platz
- 2004: Sieger
- 2008: Sieger
- 2010: 2. Platz
- 2012: 4. Platz
- 2014: Sieger
- 2016: 4. Platz
- 2018: Vorrunde
- 2022: Sieger
- 2023: 2. Platz
- 2025: qualifiziert